# Histoire urbaine de Kinshasa

Armes actuelles de la ville de Kinshasa.

L’histoire urbaine de Kinshasa (république démocratique du Congo), retrace la formation des divers quartiers dans la plaine et sur les collines périphériques du Pool Malebo, qui est actuellement la ville de Kinshasa.
Le 24 décembre 1881, les chefs de Lemba, Kinshasa et Kintambo, accordèrent une audience à l'explorateur Henry Morton Stanley, sous un baobab au bord du fleuve Congo, au niveau de l'actuelle baie de Ngaliema et signèrent avec lui un pacte de fraternité, Kinshasa était un archipel de villages déjà respectables et un centre de commerce florissant. Léon de Saint Moulin (1971 et 2004) estime la population de Kinshasa en 1880 d'environ 30 000 habitants. Les premiers Européens dénombrent 5 000 habitants à Kintambo, à peu près autant à Kinshasa (village), 3 000 à Mikunga, 1 500 à Kibangu (Masina), 1 400 à Kimwenza et un nombre important à Lemba (Mbaza Lemba) et Kimpoko, outre les villages extrêmement nombreux des collines périphériques.
Henry Morton Stanley, après avoir obtenu le droit d'établissement, donna le 14 avril 1882 le nom de Léopoldville à la station qu'il avait commencée, en hommage au roi des Belges.
Pour urbaniser les beaux sites situés le long du fleuve, l'administration coloniale repoussa vers le sud, à l'intérieur des terres, les villages de Kintambo, Kinshasa, Kingabwa, Ndolo, etc. Plus tard, l'extension urbaine réunira d'autres villages dans ses limites pour ne faire qu'une seule entité administrative.

## Site de la ville

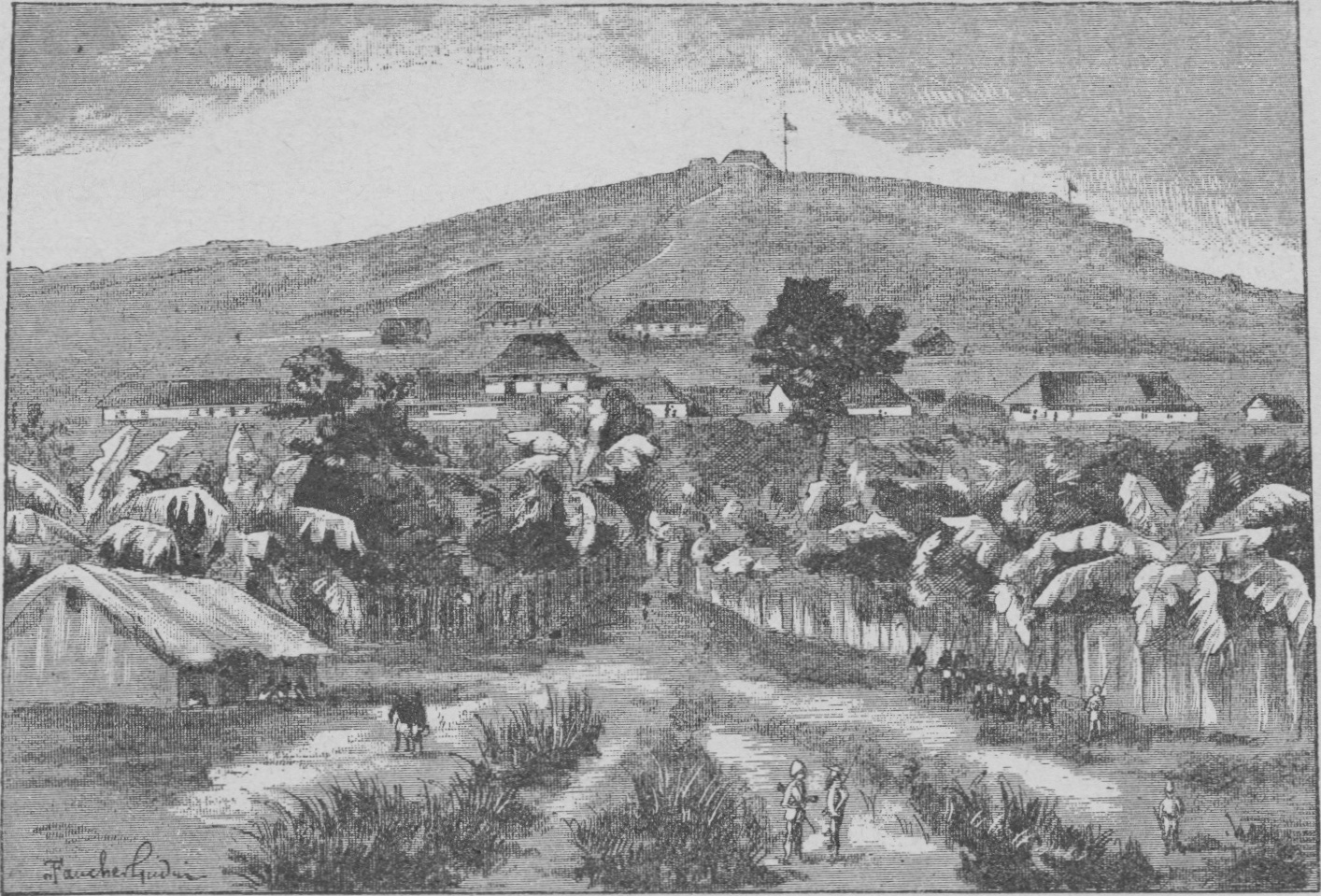
Ville de Kinshasa en 1885, dans le livre de Stanley.

L'actuelle ville de Kinshasa a été construite à partir de deux sites topographiques qui ont des forces attractives différentes étant donné que l'urbanisation de la plaine est plus aisée que celle des collines. les deux villes, (Basse) et (Haute), se sont développées en des périodes différentes. Le site bas a été en grande partie urbanisé avant l'Indépendance en 1960, et le site Haut (ville haute) est né globalement après l'Indépendance. C'est le Site Bas (ville basse), bâtie dans la plaine, qui bénéficie de beaucoup d'équipements urbains, plus que la ville haute, perchée sur des collines.

## Les cités des plaines: ville basse

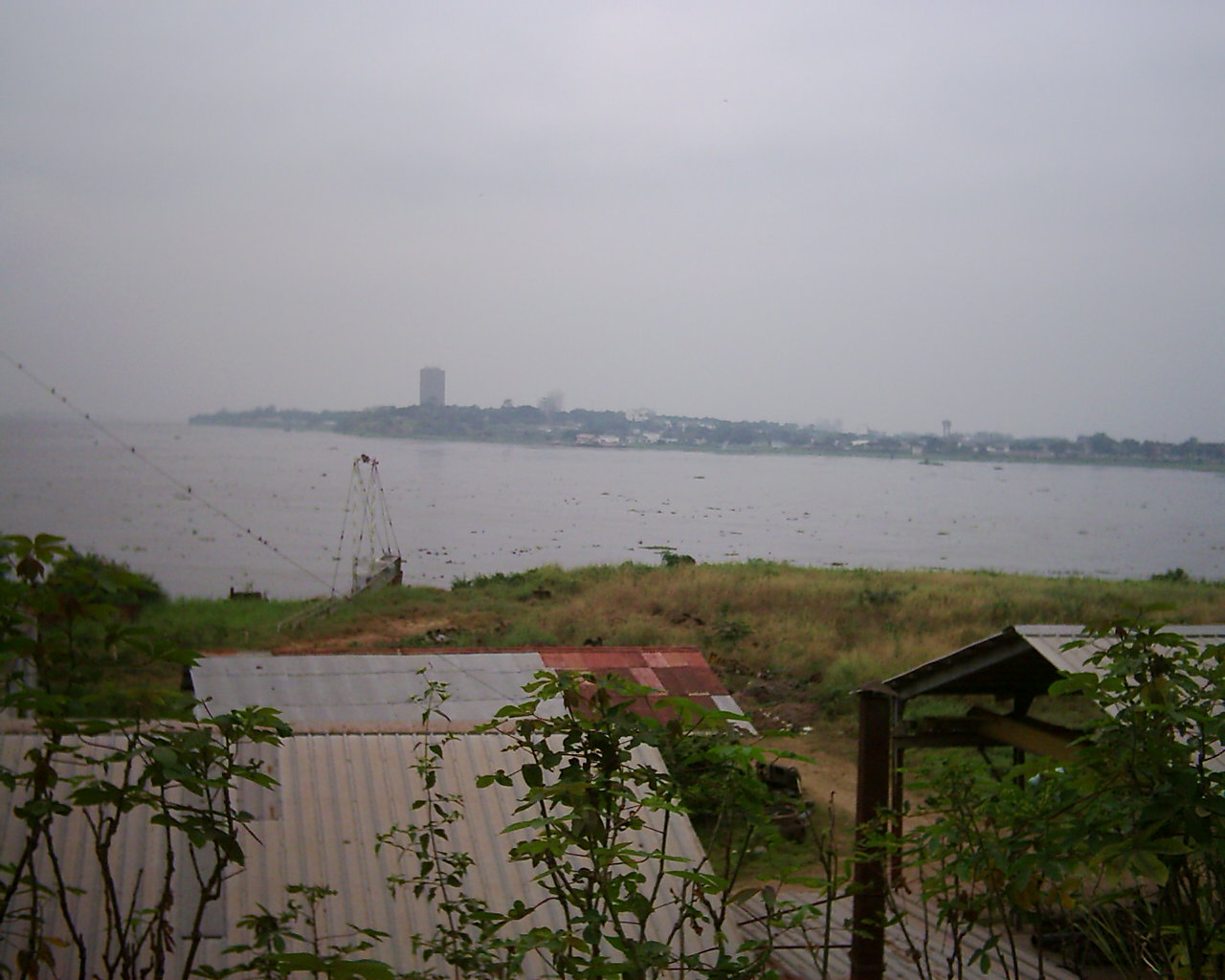
Baie de Ngaliema à Kinshasa.

Le plan local d'urbanisme de 1950, le plan régional de 1967, le schéma directeur d'aménagement et d'urbanisme de 1975 et le projet] de développement urbain de 1985 se sont basés sur cette plaine pour proposer l’expansion de la ville. Cette partie de la ville concentre la plus grosse partie de la population, de l'habitat, des infrastructures, etc., grâce à son accessibilité et facilité d'être urbanisée. Elle est donc le site de la genèse de la ville de Kinshasa.
Les cités construites dans la ville basse (plaine) sont généralement accessibles entre elles. Parmi les cités bâties dans la plaine, on compte les communes de : Gombe, Limete, Lingwala, Kinshasa, Barumbu, Kasa-Vubu, Ngiri-Ngiri, Lemba, Ndjili, Matete, Kalamu, Bandalungwa, Ngaba, Masina, Makala et Kinkole (Nsele). Treize ont été érigées en communes en 1957-1959, avant l'Indépendance. Lemba est devenue une commune en 1966, et les autres en 1968. Les cités créées avant l'Indépendance sont les mieux loties car bénéficiant d'un urbanisme bien planifié par la puissance coloniale belge, ce sont les cités européennes. Par contre, les cités créées après 1960 se sont développées par morceaux, sans planification préalable, sauf dans quelques quartiers.

### Cités européennes

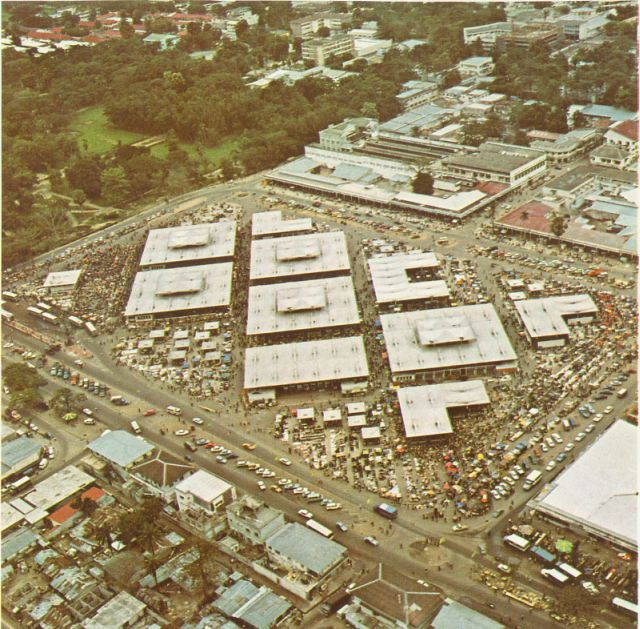
Le marché central de Kinshasa en 1974, avant son extension.

Elles comprend les communes de la Gombe et de Limete, ainsi que plusieurs quartiers de la commune de Ngaliema.

#### La commune de la Gombe
Gombe a été créée sous le nom de Kalina selon les normes urbanistiques vers les années 1920 pour accueillir les infrastructures de Kinshasa, la nouvelle capitale du Congo. Le quartier administratif, les ambassades, les résidences de haut standing, le centre principal des affaires, le port, la gare centrale, les sièges des institutions politico-administratives et économique s'y trouvent tous concentrés dans cette commune. C'est la commune où la spéculation foncière et immobilière est la plus forte. Gombe a été à sa naissance, au début du XXe siècle, reliée aux cités indigènes de Kinshasa, Lingwala et Barumbu par quelques artères : l'avenue des Palmiers (actuellement avenue Kasa-Vubu) et l'avenue des Huileries. L'avenue de la Justice, jadis avenue Valcke, est la première à avoir été bétonnée dans la ville, en 1931.

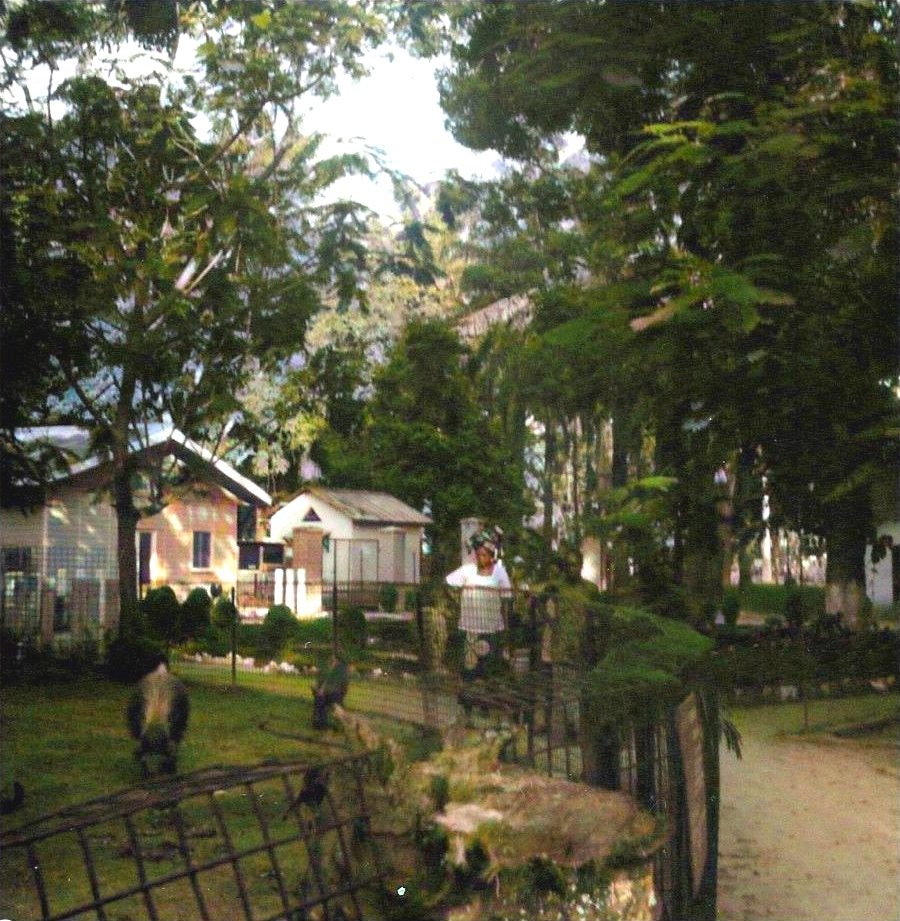
Le jardin zoologique de Kinshasa en 1972 dans la commune de la Gombe.

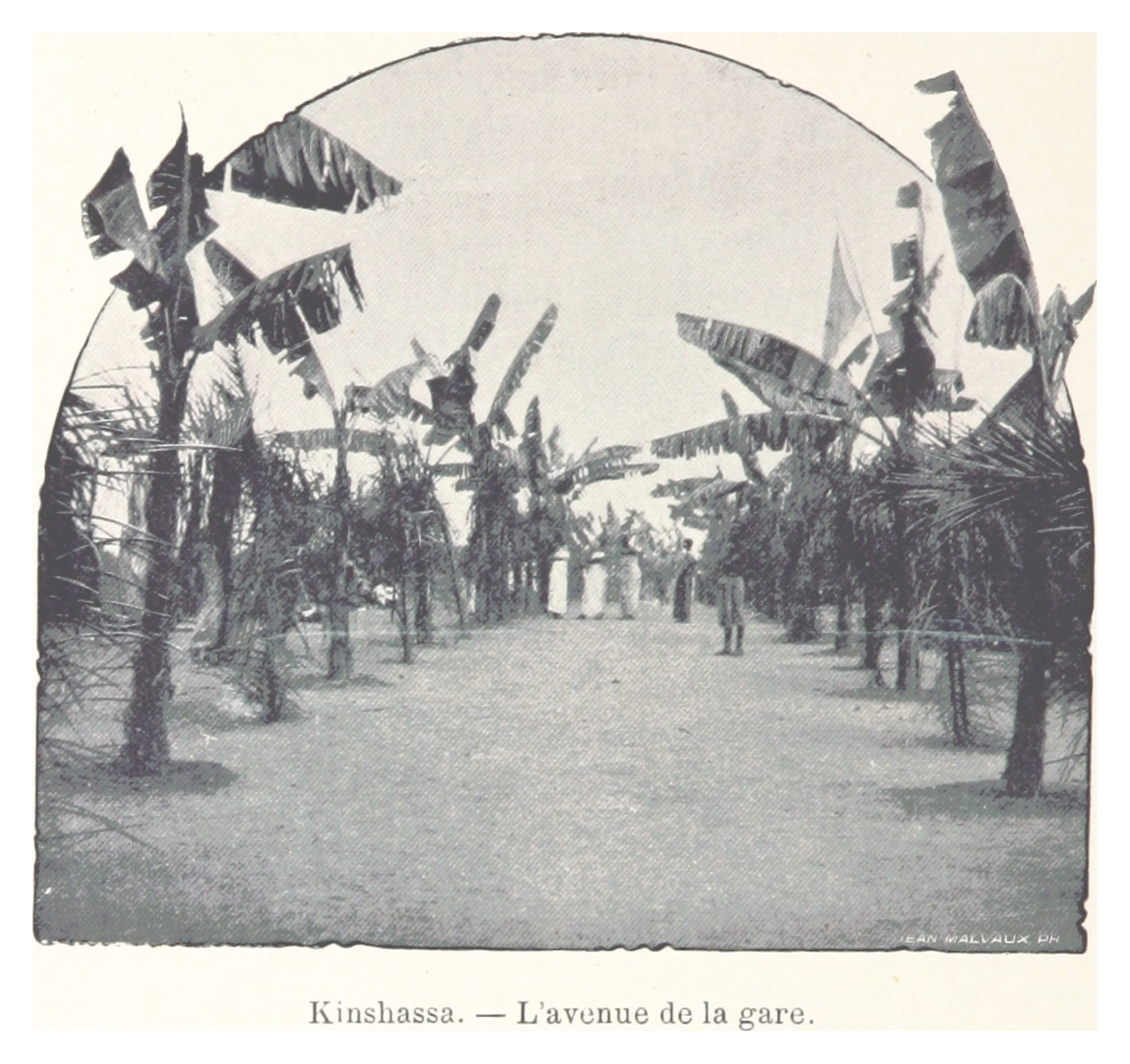
L'avenue de la gare à Gombe en 1899.

#### La commune de Limete
Limete se situe quant à elle, à une dizaine de kilomètres à l'est de la Gombe. Ancienne cité européenne, elle a été créée à cause de cette volonté clairement exprimée par le plan d'urbanisme de 1950 qui prévoyait d'orienter le développement de la ville vers l'Est. Elle jouait un rôle très indispensable de pôle économique afin désengorger la Gombe. Elle a abrité un centre commercial et des affaires, un quartier industriel et un quartier résidentiel qui sont géographiquement séparés par le boulevard Lumumba. Le quartier résidentiel a été à l'origine conçu pour accueillir les cadres européens des sociétés.
Mais le statut de Limete comme pourvoyeur d'une importante main-d’œuvre industrielle kinoise décroît avec la crise socio-économique et politique qui a suivi les pillages de triste mémoire de 1991 et 1993. Avec ces pillages, Limete a perdu énormément des infrastructures industrielles. Avant les pillages, Kinshasa comptait officiellement 503 établissements dont 122 (24,25 %) à Limete dans lesquels, il y avait 55 petites et moyennes entreprises, 31 grandes et 5 très grandes entreprises. Après les pillages, Kinshasa en 2002, ne comptait dans son ensemble que 190 établissements dont 166 petites et moyennes entreprises tournant à 70 % de leurs capacités.
Limete n'est donc plus cet important centre commercial et industriel d'autres fois. Elle abrite à côté de son luxueux quartier résidentiel, des habitats spontanés, et même, trois misérables bidonvilles construits avec des matériaux de récupération, à proximité des industries, sur d'anciennes décharges publiques au bord du fleuve. ces bidonvilles se nomment : Grand-Monde, Paka-Djuma et Bribano, et ne sont pas connus de beaucoup des Kinois.
Les cités européennes de Limete et de la Gombe restent jusqu'aujourd'hui très prisées par la population pour y résider malgré l'âge. À Limete, la valeur immobilière varie en fonction de la proximité avec le boulevard Lumumba. Plus on se rapproche du boulevard, plus la valeur immobilière s'augmente. À la Gombe cependant, la valeur immobilière est élevée quand on se rapproche soit du boulevard du 30 juin, soit du fleuve Congo. Dans tous les cas, ce sont des villas réservées aux mieux nanties, la population à faibles revenus habitants les autres cités comme les anciennes cités indigènes.

### Anciennes cités indigènes
Les cités de Barumbu, Kinshasa, Lingwala et Kintambo ont été loties à partir d'une décision de mars 1907 du commissaire de district, Georges Moulaert. Il fit tracer à 500 mètres au sud de la gare une avenue de trois kilomètres. C'est l'actuelle avenue du commerce qui est aujourd'hui coupée par l'hôpital général de Kinshasa (Mama Yemo). Un quartier analogue fut ensuite organisé à Kintambo.

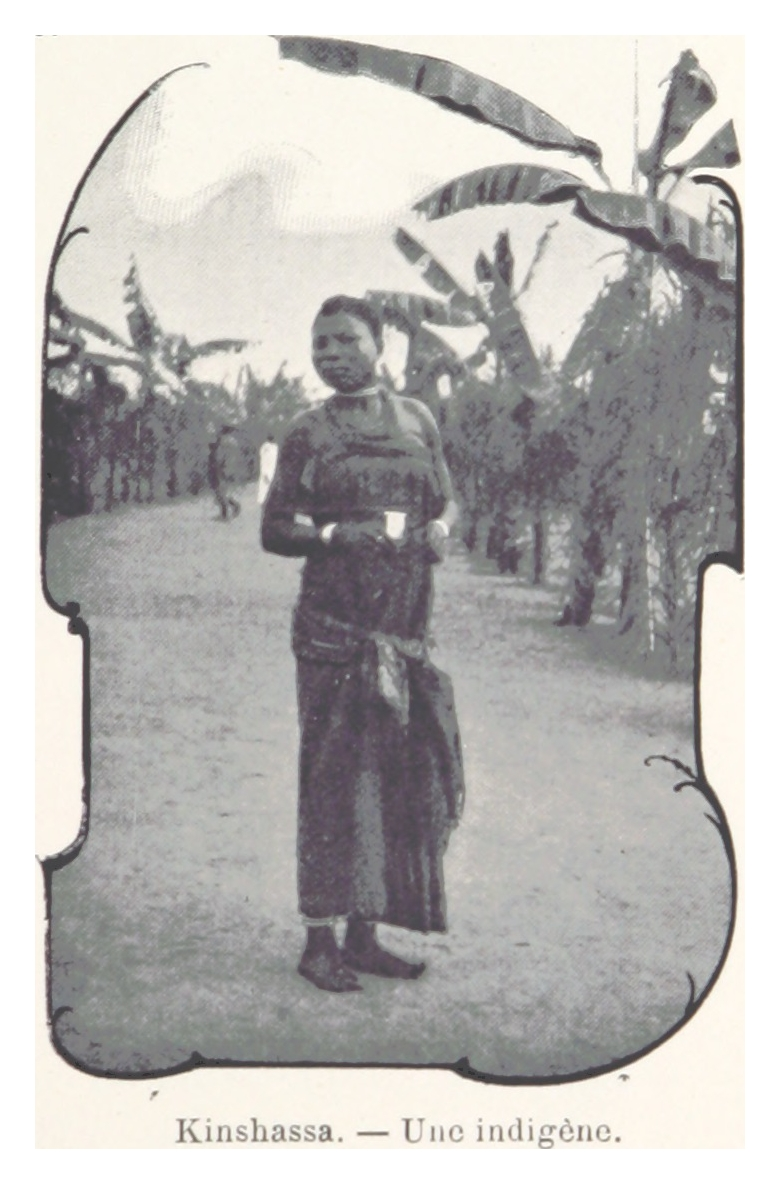
Une fille indigène à Kinshasa.

L'habitat et l'environnement de ces anciennes cités indigènes diffèrent des autres cités de Kinshasa. Lingwala et le sud-est de Kintambo sont un peu moins anciens et n'ont été occupés que vers les années 1930. Pour la plupart des cas, ce sont des migrants ruraux qui peuplaient ces cités depuis leur naissance. Le premier afflux de ces ruraux se situe après l'arrivée du rail de 365 km, en juillet 1898, en provenance de la ville portuaire de Matadi. Cette gare transforme la ville particulièrement dans le domaine économique. il y a eu non seulement le développement du gros commerce et naissance des industries, mais aussi une main-d’œuvre abondante venue de l'intérieur du pays tout comme de l'étranger, des personnes qui cherchent à tenter une nouvelle vie à Kinshasa.
Ces migrants étrangers comme nationaux habitent des logements construits en briques adobes avec une architecture précaire. La première distribution d'eau sous forme de bornes fontaines ne fut pas installé avant 1933, et aucun raccordement individuel à l'eau ou à l’électricité n'a existé dans ces cités avant 1948.

#### La commune de Kintambo
Située à l'Ouest, elle a été implantée à l'arrière du site initial de Léopoldville. Son vieux port est le siège du premier chantier naval. La zone industrielle de Kintambo comprenant une usine textile inaugurée en 1928 a permis la construction de camps pour les travailleurs de la dite usine à moins de 500 m de l'usine selon la loi en vigueur de cette époque, qui exigeait de loger les ouvriers à moins de 500 m de l'entreprise.

#### La commune de Kinshasa
Située au centre nord, elle a donné son nom à la ville. Elle est l'une des plus petites commune de Kinshasa actuellement, mesurant seulement 2,9 km² avec près de 165 000 habitants, et fortement densifiée avec plus de 50 000 habitants/km2. La commune se caractérise par la vétusté de son habitat ainsi que par un désordre sur le plan urbanistique, avec absence de réseau d'assainissement, ce qui laisse à désirer l'hygiène du milieu.

#### La commune de Barumbu

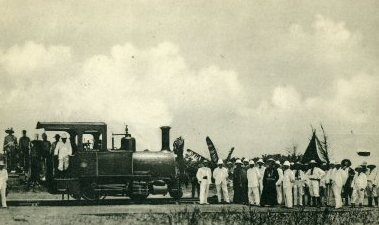
Une Locomotive à Ndolo en 1898

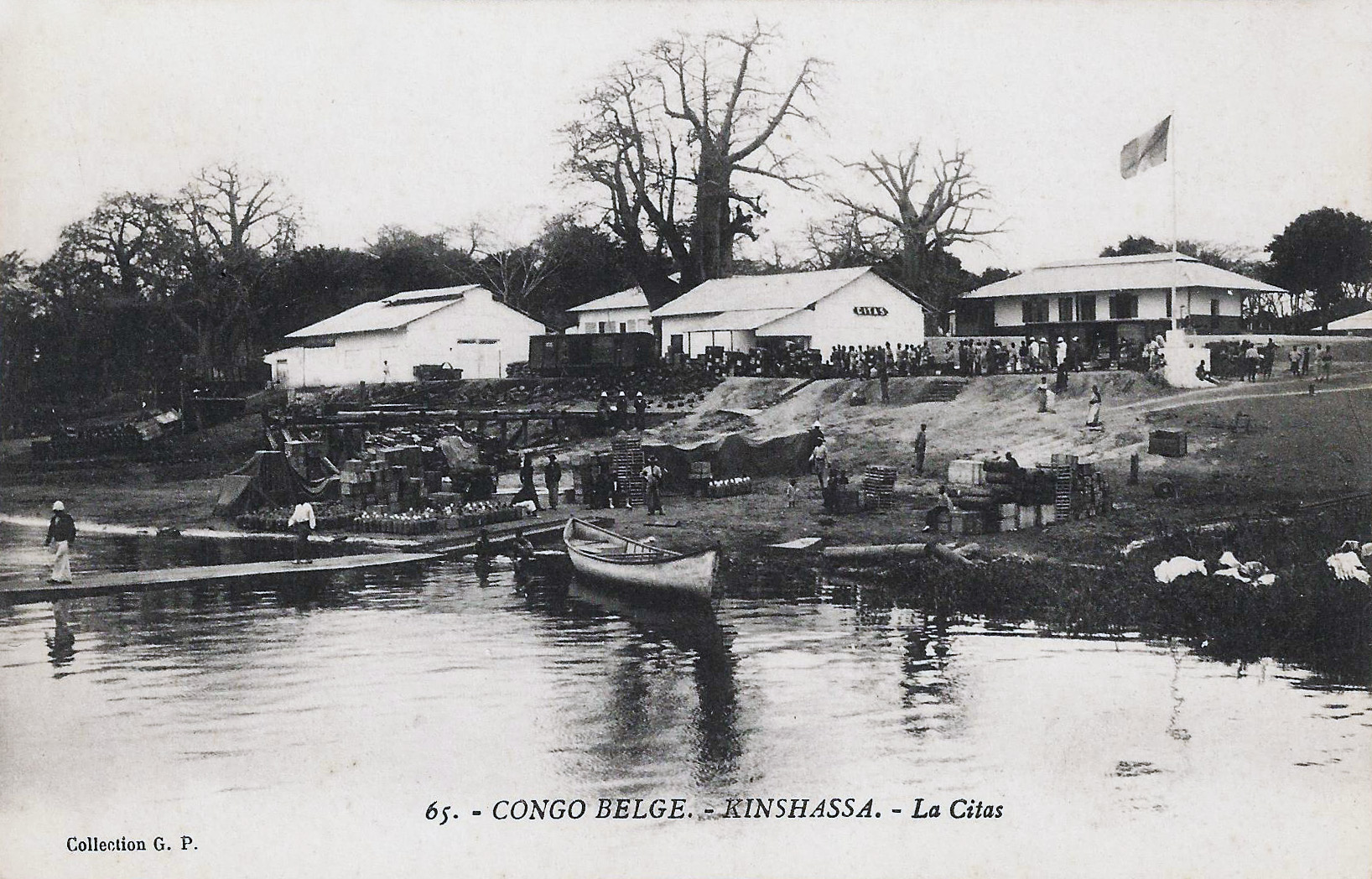
La Citas au bord du fleuve.

Située au centre nord-est, elle a le privilège d'abriter le vieil aéroport de Ndolo protégé par le camp militaire Lieutenant Mbaki. C'est dans cette commune qu'a été créé le tout premier quartier artisanal (Citas) à proximité de nouvelles implantations portuaires et industrielles le long du fleuve.

#### La commune de Lingwala

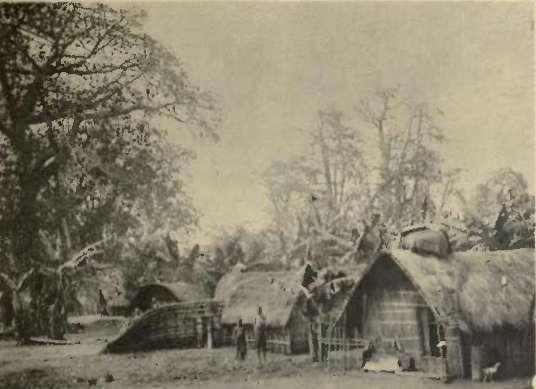
Un Village Bateke vers 1912.

Située au centre nord-ouest, elle s'étend sur 2,9 km2 et est accessible principalement à partir des avenues du 24 novembre et des huileries. Elle compte plusieurs établissements scolaires établis dans sa frontière, le long de l'avenue du 24 novembre.
Ces quatre communes sont donc des vieilles communes, jadis occupées majoritairement par la population venue du village, de l'intérieur du pays. Toutes les routes dans cette partie de la capitale étaient en terre jusqu'en 1948, lorsque l'avenue Prince Baudoin, actuellement Kasa-Vubu, fut asphaltée à partir de la commune de la Gombe jusqu'à Kalamu, au niveau du Pont Kasa-Vubu.
Malgré le sous développement sur le plan urbanistique, ces quatre communes ont le privilège et l'avantage de se trouver dans le premier chapeau urbain à proximité du centre-ville, de la commune de la Gombe qui est le centre des affaires à Kinshasa. Grâce à cela, plusieurs parcelles sont en train d'être rachetées et rénovées par des entrepreneurs et autres, surtout pour des fins commerciales. C'est ainsi que l'on compte aujourd'hui dans cette partie de la ville, le foisonnement d'immeubles à plusieurs étages, qui sont soit des hôtels, soit des appartements à louer.
Cette proximité du centre ville n'a pas non plus laissé de côté la spéculation foncière et immobilière qui s'est ensuivie tout naturellement dans ces communes.
- La commune de Kinshasa est la première à subir ces effets néfastes, et cela, non seulement à cause de la proximité du centre ville, mais aussi, de celle du stade des martyrs, et surtout du marché central de la ville. Le marché central qui au départ, se situait administrativement à la commune de la Gombe, s'est agrandi et touche maintenant la commune de Kinshasa et de Barumbu. Par conséquent, les commerçants rachètent des vieilles huttes, pour les détruire et y construire des grands magasins. L'extension du grand marché occupent près d'un dixième de la superficie de la commune de Kinshasa, et elle commence à perdre de plus en plus sa fonction résidentielle au profit de commerciale. les quartiers les plus touchés sont 4 sur les 7 comptent la commune. Il s'agit des quartiers Madimba (52,2 %), Aketi (22,3 %), Ngbaka (11,1 %) et Mongala (9,5 %)[7]. Cette situation, surtout l'empressement des commerçants à acheter des parcelles à un prix très élevé pour leurs commerces, fait grimper les prix de l'immobilier dans la commune.
- La commune de Lingwala connaît aussi une spéculation foncière en hausse à cause de la présence du Palais du Peuple (Parlement Congolais), de la Radio Télévision Nationale Congolaise (RTNC), du Campus de l'Université Protestante au Congo et récemment, de l'implantation du prolongement du boulevard triomphal, appelé boulevard du cinquantenaire dans sa partie qui se trouve à Lingwala.

Certains Kinois qui travaillent dans ces établissements ainsi que certains étudiants qui étudient à la Gombe ou les autres institutions de la place préfèrent s'installer à la commune pour résoudre le problème de difficulté de transport. Et tout naturellement, les prix de l'immobilier vont de plus en plus en hausse. Le quartier Beau-Vent, qui se trouve juste derrière le parlement est l'un des quartiers le mieux construit et le plus cher, la plupart des parlementaires et autres préfèrent y construire là. C'est aussi à Lingwala qu'on trouve actuellement l'une des plus grandes boulangerie du pays, Pain Victoire.
- Pour la commune de Kintambo, sa spéculation foncière et immobilière est due en outre de la proximité au centre-ville, à cause du quartier Ma Campagne dans la commune de Ngaliema. Le quartier Ma Campagne étant saturé, ne peut plus accueillir tout le monde, certains partent construire à kintambo, à proximité de Ma Campagne. Plus on se rapproche de ce quartier, plus les prix des habitations augmentent, tout comme si l'on se rapproche du centre-ville.

Barumbu, Kinshasa, Lingwala et Kintambo ont aussi le privilège d'avoir de grandes parcelles.

### Les Nouvelles cités indigènes

#### Les communes de Kasa-Vubu et deNgiri-Ngiri

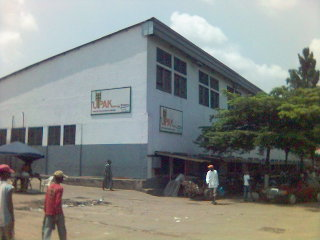
Boulangerie Upak dans la commune de Ngiri-Ngiri

Les communes de Kasa-Vubu et de Ngiri-Ngiri ont été aussi peuplées par des indigènes comme celles citées ci-haut. Seulement, ces deux dernières ont été construites après la Deuxième Guerre mondiale, de 1945 à 1950, à l'exception du quartier Christ Roi dans la commune de Kasa-Vubu et de quelques petites extensions au moment de l'indépendance. Pendant la guerre, la population de la ville avait doublé, passant de 50 000 à plus de 100 000 habitants. L'extension des anciennes cités était bloquée par le camp militaire, les installations de la radio sur l'emplacement actuel de la RTNC, la zone mal drainée occupée aujourd'hui par l'Université Protestante au Congo, le Palais du Peuple (Parlement Congolais), le stade des Martyrs et l'aéroport de Ndolo.
Pour faire face aux critiques de la communauté internationale sur la gestion du Congo par la Belgique, et surtout à la demande de parcelles par les anciens combattants, l'administration va permettre l'occupation de ces espaces jadis interdits, et ouvrira par la même occasion des nouvelles cités.
Le plan de construction des rues est bien structuré, avec des rues principales sensiblement larges. La plupart des avenues reçurent des noms qui évoquent les hauts faits de l'armée congolaise pendant la Seconde Guerre mondiale dans les territoires où l'armée congolaise a combattu comme : Assossa, Gambela, Saïo, Khartoum, Éthiopie, Birmanie, etc.
Ces lotissements permirent aussi de décongestionner les anciennes cités et d'accueillir des indigènes bateke obligés de déguerpir de leur village de Kingabwa, à la rive gauche de la rivière Ndjili, pour laisser place aux nouveaux établissements industriels. Pour le financement des constructions, certains habitants bénéficièrent d'un crédit du fonds d'avance dont la création à Kinshasa remonte à 1932. Ce sont des maisons de type moderne, quoique moins équipées que les villas des cités européennes. Les cours d'eau exutoires pour ces deux communes sont : la rivière Kalamu pour la commune de Kasa-Vubu, et la rivière Basoko pour Ngiri-Ngiri. Malgré la présence de ces deux rivières, le système d'évacuation d'eau reste précaire car le terrain est marécageux et parce qu'il manque des canalisation d'eau dans les rues secondaires. Ce qui fait qu'après la pluie, c'est le mauvais temps dans certains coins de ces deux communes.
La commune de Kasa-Vubu a le privilège d'abriter l'un des marchés le plus célèbre de la ville, le marché Gambela, spécialisé en produits agricoles avec ses nombreuses boutiques de vente de pièces de rechange pour automobiles, tandis que Ngiri-Ngiri est célèbre pour son marché de Bayaka, spécialisé en matériaux de construction avec d’innombrables quincailleries, ainsi que l'une des boulangeries la plus célèbre de Kinshasa, la boulangerie Upak.

### Les cités planifiées indigènes
Au début des années 1950 est créé à Kinshasa, l'Office des cités africaines (OCA), devenu Office National du logement en juin 1965 (ONL). L'OCA était chargé de réaliser des constructions en régie et de les valoriser par location, vente ou location-vente. Parmi les quartiers construits par l'OCA à cette époque, on compte : le quartier Renkin, devenu Matonge dans la commune de Kalamu, achevé en 1952, le quartier Christ-Roi dans la commune de Kasa-Vubu, achevé en 1953, le quartier Yolo-Nord en 1954 et Yolo-Sud en 1955 dans la commune de Kalamu. Selon le rapport du plan décennal 1950-1959, le 31 décembre 1959, le bilan de l'OCA était de 33 353 maisons terminées et 360 en construction sur les 40 000 prévues lors de sa création. 20 117 avaient été réalisées à Léopoldville.
Ainsi, la commune de Kalamu, construite immédiatement après celles de Kasa-Vubu et de Ngiri-Ngiri, est déjà une commune d'un modèle beaucoup plus élaboré que ces deux dernières, bien qu'elle ne soit pas encore une cité planifiée au sens fort du terme. Le quartier Foncobel (Fonds Colonial Belge), actuellement quartier kimbangu était le quartier artisanal de la commune de Kalamu.
Les autres cités planifiées sont les communes de Ndjili, Matete, Bandalungwa et Lemba, ainsi que le quartier Babylon de Kintambo.

#### La commune de Ndjili

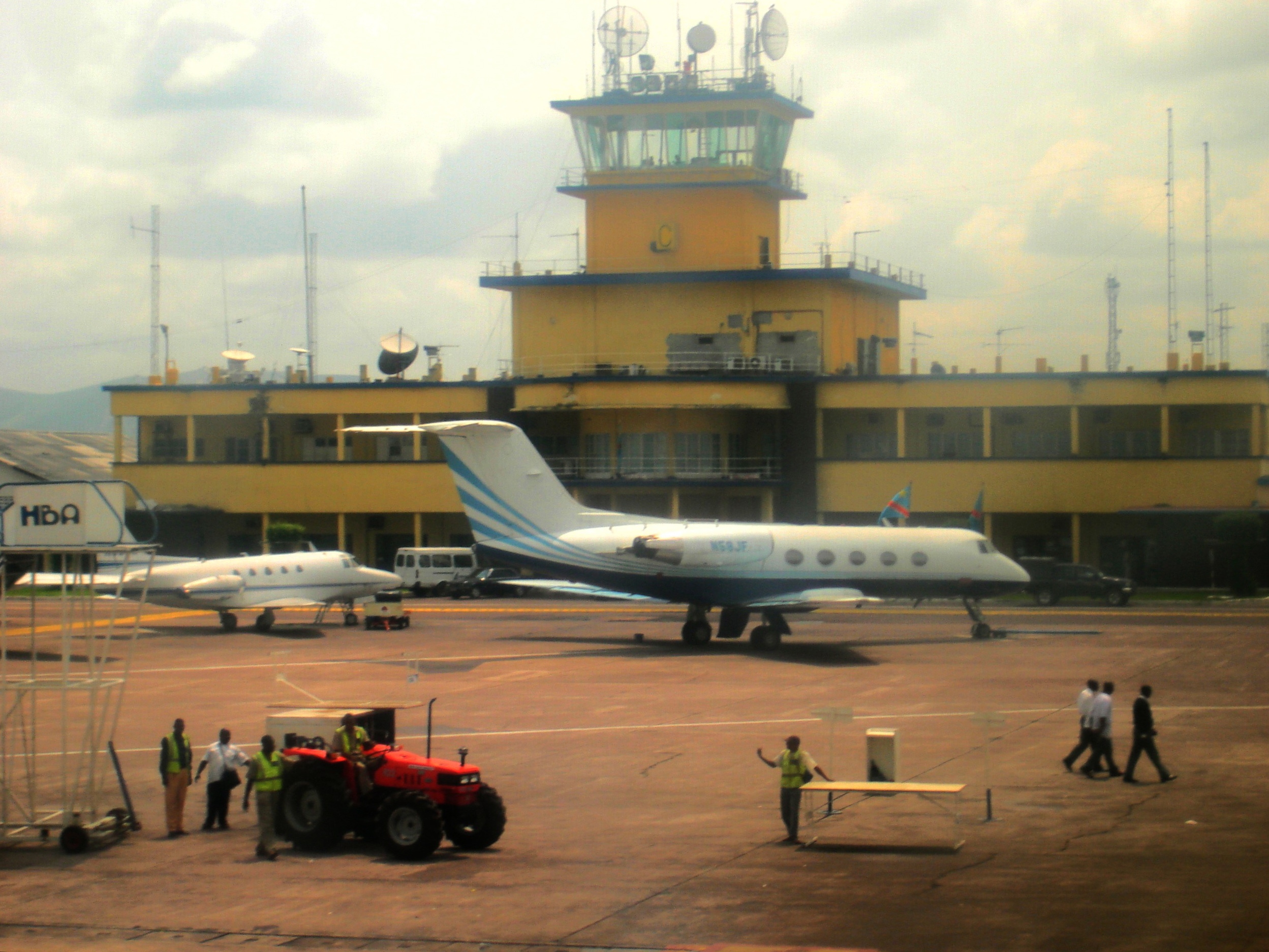
Aéroport international de Ndjili.

Le lotissement de Ndjili, situé sur la rive droite de la rivière Ndjili, résulte de l'application du plan urbain de 1950 qui prévoyait le déplacement de l'aéroport de Ndolo à Ndjili, l'implantation d'une zone industrielle à Limete et la création du boulevard Lumumba jusqu'au nouvel aérodrome. Le plan d'urbanisme orienta l'extension de la ville vers l'est, avec la construction d'une cité satellite, selon un modèle en vogue à l'époque dans le monde entier. Cette première cité satellite était destinée à accueillir 30 000 habitants sur 470 ha dans 6 000 parcelles, avec le souci de soulager les anciennes et les nouvelles cités africaines qui se densifiaient rapidement.
L'OCA construit du quartier 1 au quartier 7, le quartier 8 jusqu'au quartier 13 ont été créés par des auto-construction au moment de l'indépendance. Ces quartiers construits par des indigènes ont été en grande partie l'héritage des partis politiques, qui s'employaient à attirer des électeurs lors des élections de 1960 et n'avaient pas des normes urbanistiques. Actuellement, la commune dispose donc de 13 quartiers dont 7 planifiés et 6 auto construits, 301 rues, 11 avenues, 16 051 parcelles et près de 300 000 habitants. Il revient aussi à l'OCA la construction de presque tous les bâtiments publics de la commune.

#### La commune de Matete

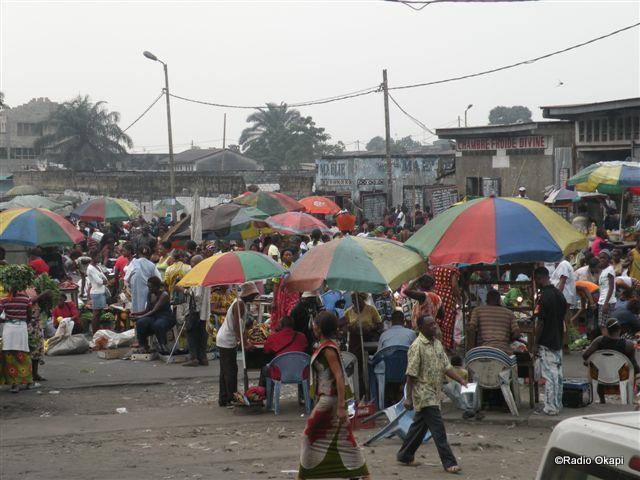
Vendeurs au Marché de Matete, avant sa réhabilitation et modification

Matete a été construite en 1955 pour accueillir les ouvriers travaillant à Limete industriel. Son principal marché est un important centre commercial qui dessert aussi les communes voisines de Ndjili, Lemba et de Kisenso.
Sa vieille école de la police et de la gendarmerie est restée célèbre car elle a réussi à contenir la bouillante jeunesse désœuvrée de Matete]. Étant implantée au pied de la colline de Kisenso, Matete est inondée et ensablées par les coulées de boue qui viennent de ces versants de Kisenso, et de l'autre côté, elle est inondée par la rivière Matete qui la traverse et déborde sur les quartiers de Kunda construits dans l'ancien lit de ce cours d'eau à proximité du camp de la police "Mobutu".
Contrairement aux cités à proximité du centre ville, à Matete, la valeur foncière et immobilière augmente à pas de tortue, et même chute dans certains coins de la commune. À proximité de la gigantesque décharge Mulele par exemple, la valeur foncière a sensiblement chuté pendant plusieurs années, et des habitants ont connu des départs fréquents. Ce n'est qu'après l'évacuation de cette décharge par le Programme National d'Assainissement (PNA), que la valeur foncière a repris d'élan vers la hausse. Le tableau ci-dessous donne en détail la valeur foncière et immobilière à Matete avant et après l'évacuation de la décharge Mulele.
| maison OCA                               | Prix de vente avant l'évacuation | Prix de vente après l'évacuation |
| ---------------------------------------- | -------------------------------- | -------------------------------- |
| Maison à étage vers Kiyimbi              | 7 000 $                          | 15 000 $                         |
| Maison pavillonnaire vers Mbamba Kilenda | 5 000 $                          | 10 000 $                         |
| Grande maison d'un officier militaire    | 20 000 $                         | 45 000 $                         |

Les communes de Ndjili et de Matete sont des signes témoins de l'extension de la ville, de son site initial (ville basse) vers la ville haute (des collines). Elles faisaient partie du territoire de Kasangulu au moment de leur création, des cités indépendantes de Léopoldville.

#### La commune de Bandalungwa
Bandalungwa a été construite à 90 % avec des maisons à étages qui sont encore présentes aujourd'hui. La grande partie de ces maisons n'ont reçue aucune modification jusqu'à ce jour.
Deux rivières traversent la commune et assurent en même temps son assainissement, facilitant l'évacuation des eaux. Il s'agit de :
- La rivière Makelele, à l'ouest qui lui sert de frontière avec la commune de Kintambo et de
- La rivière Basoko, qui la sépare du camp militaire Kokolo et de la commune de Ngiri-ngiri.

Les deux rivières permettent aussi d'entretenir le grand espace maraîcher que possède Bandalungwa, qui approvisionne la ville principalement en légumes.
La commune comprend beaucoup d'extensions qui sont construites sans normes urbanistiques, ce qui provoque des inondations en temps de pluie.

#### La commune de Lemba

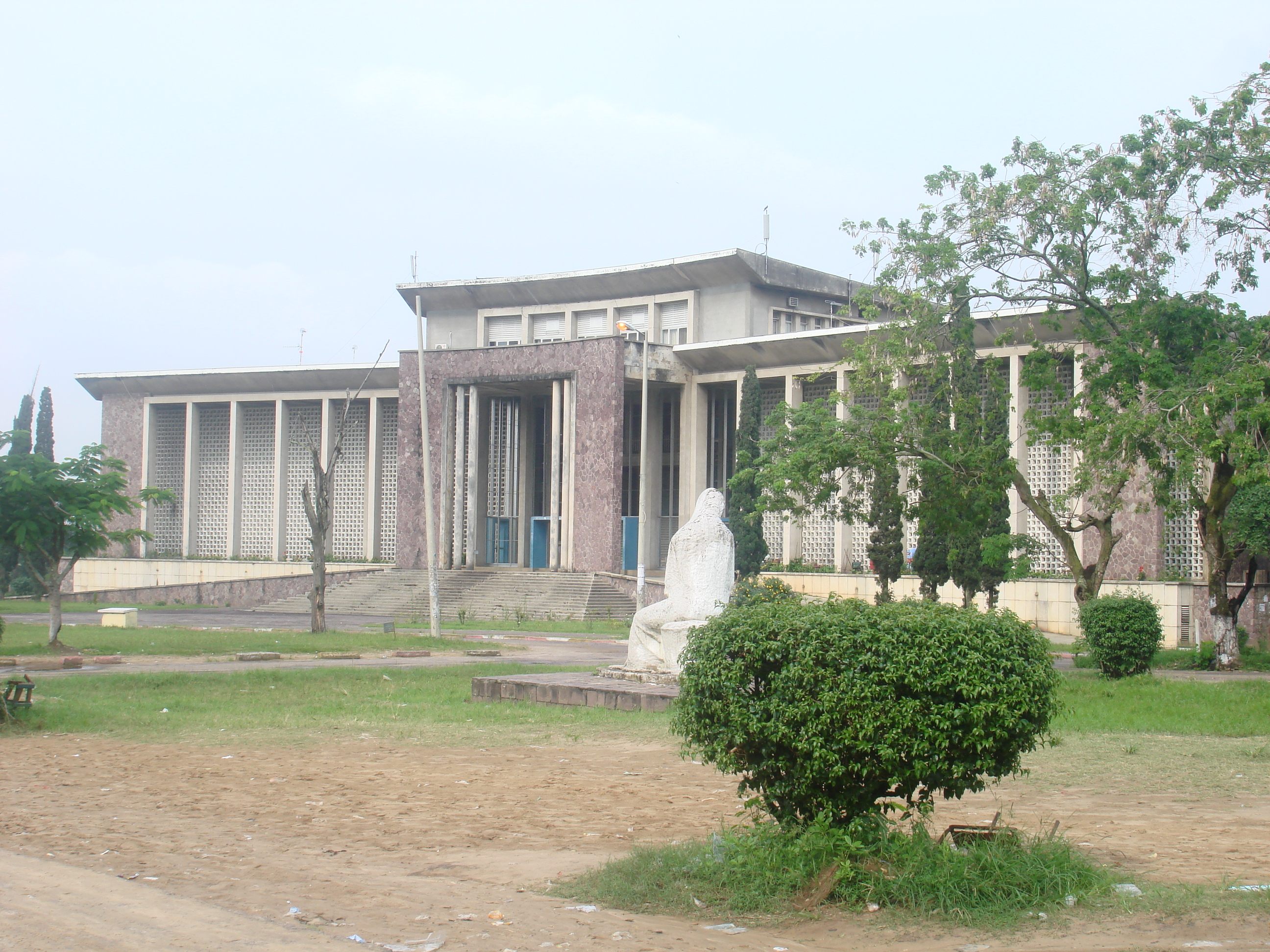
Bâtiment de l'Université de Kinshasa dans la commune de Lemba

Elle a été construite avec le même modèle ou type des maisons que la commune de Matete voisine. Avec des maisons à pavillon et à étage, la commune de Lemba aurait été la plus belle cité planifiée, mais elle était encore en chantier au moment de l'Indépendance et n'a alors jamais été achevée. Ses quelques avenues asphaltées ne l'ont été qu'en 1962-1963, grâce à une aide de la communauté économique européenne. Ces extensions sont extrêmement variées. On y compte :
- Les bâtiments et les maisons de l'université de Kinshasa
- Le quartier de Righini (Gombele), construits de 1954 à l'indépendance
- Les quartiers spontanés de Livulu et de Mbanza-Lemba nés au moment de l'indépendance
- Les lotissements de la CNECI (Caisse nationale d’Épargne et de Crédit Immobilier), de 1972 et les quartiers périphériques qu'ils ont ensuite suscités[14].

En dehors de l'Université de Kinshasa qui est l'un des patrimoines les plus célèbres de Kinshasa qu'abrite la commune de Lemba, il y a aussi la Foire internationale de Kinshasa. Selon les études de monsieur Kitoko, la commune compte 12 324 parcelles réparties sur 11 quartiers, 62 avenues et 458 rues. 46,6 % des ménages habitent des logements avec une ou deux chambres à coucher.

#### Le Quartier Babylon
Le quartier Babylon dans la commune de Kintambo a été construite par l'OCA à la même période que les trois premières cités indigènes planifiées. Il est le seul quartier de la commune à bénéficier de logements clefs en mains au milieu des vastes quartiers d'auto construction. Grâce au fonds d'avance et fonds du roi, crée après le voyage du roi Baudoin en 1955, il y a eu la construction de quelques grandes maisons avec cour à l’intérieur, sur l'avenue Kasa-Vubu, en face du camp militaire de Loano afin de résoudre le problème des maisons sans cour, qui faisait l'une des caractéristiques du quartier.
D'une manière générale, les logements sociaux construits par l'OCA de 1952 à 1960, avec un budget de 3 millions de francs congolais à l'époque, sont des logements jointifs en bloc de 2 ou 4 maisons et en bandes, qui sont soit à un ou à deux niveaux. Ils sont de trois types.
- Une parcelle qui regroupe 4 logements en pavillon. Ils comptent chacun un séjour (3,5 × 3 m), une cuisine (3 × 2,2 m), deux chambres (3 × 2,60 m et 3,5 × 1,8 m), et les toilettes au coin de chaque maison.
- Le deuxième type est celui des parcelles construites en étages réunissant deux ou trois logements par bâtiments. Chaque logement compte alors trois chambres de 5,5 m2 à 11 m2 chacune. Le rez-de-chaussée abrite le salon (4,6 × 3,2 m) et la cuisine (2,5 × 3,4 m).
- Le troisième type est aussi construit en étage. Ce sont des parcelles de deux, trois ou quatre logements rassemblés à fonction commerciale. le rez-de-chaussée sert de boutique. le salon et les chambres sont à l'étage. les bâtiments sont longs de 32 m et larges de 7,60 m.

### Les cités de l'extension sud
En 1960, après l'indépendance, l'administration coloniale perdit le contrôle des lotissements à Kinshasa. Ce sont des partis politiques, des chefs coutumiers et autres autorités qui prirent le pouvoir de distribution des terres. Ce qui amena à l'urbanisme sauvage, selon le terme utilisé à l'époque d'après l'indépendance. Seulement, ceux qui avaient reçus ces terres coutumières ou d'anciennes concessions privées, recoururent aux géomètres topographes des affaires foncières pour la délimitation de leurs parcelles. Les rues sont pour la plupart des cas parfaitement tracées, droites, avec des grands espaces vides, réservés pour d'éventuels équipements urbains communautaires.
Mombele Pierre, chef coutumier et chef du parti politique de l'Union des Bateke (Unibat), a affirmé avoir eu l'aval du ministre des colonies, au retour de la Table Ronde en Belgique, pour le lotissement du quartier Mombele, situé dans la commune de Limete. La mission française d'urbanisme a estimé que le nombre de maisons construites à l'initiative privée de 1960 à 1966 est de 60 000 sur 5 000 ha, alors que les 20 000 constructions de l'OCA de 1952 à 1960 ne s'étalaient que sur 765 hectares. Le nombre d'entreprises de construction immobilière qui était en 1959 à 700, tomba à 67 en 1972, et la contribution au PIB chuta de 3,5 % en 1970 à 2,5 % en 1973.
Les cités nées de cette extension sud, ont été donc considéré comme des cités spontanées, qui donnèrent l'impression d'une réplique de l'habitat rural, née de l'anarchie foncière des divers autorités et chefs coutumiers. Parmi ces cités, on compte :

#### La commune deBumbu
À l’origine, les communes de Bumbu, Makala et Ngala constituaient le camp du Parti LUKA, appelé "camp LUKA." Ce parti distribua des terres aux populations en réponse à la crise humanitaire provoquée par les élections locales anticipées de 1958.

#### La commune deNgaba, ces trois communes émanent de l'ancien camp LUKA où on distribua aux citoyens des parcelles gratuitement après leurs expulsions dans les maisons de gens de l'ABAKO
Bien que situées dans la plaine, les trois communes sont mal drainées par les rivières de Bumbu, de Funa et de Yolo, provoquant parfois des marécages pendant la saison des pluies.

### Les cités de l'extension est
Ce sont les communes de Kimbanseke et de Masina, créées par les chefs coutumiers en complicité avec les géomètres de l'administration publique depuis 1960.

#### Kimbanseke
Dans cette commune, ce sont principalement les chefs traditionnels Mfumu Nketo et Pierre Ngandu qui ont systématiquement vendu des parcelles coutumières. Avec ses trente quartiers et plus d'un million d'habitants sur 238 km2, Kimbanseke est l'une des plus vastes et peuplées des communes de la ville de Kinshasa, abritant des quartiers des collines et de la plaine. C'est là que se trouve le célèbre quartier Kingasani, connu de tous les Kinois par le nom de "Chine". Dans la plaine, on trouve les quartiers de Mulie, Nsanga, Malonda, Mokali, Sakombi, etc. qui sont régulièrement inondés par les ruisseaux de Mango, Biselele et Nsuenge. À cause de sa superficie, la commune est quelque peu enclavée, car ne possédant que trois routes principales : les routes IIe République (4,5 km), Mokali (3 km) et Ndjoku (5 km). L'asphaltage partiel des avenues Mokali et Ndjoku a désenclavé certains quartiers de la commune.

#### Masina
Beaucoup moins étendue que la commune de Kimbanseke, Masina compte 24 quartiers sur 70 km2 de superficie. Son lotissement a été initié depuis 1960 par des chefs des partis politiques, en occupant anarchiquement une part des terrains prévus pour la création d'une nouvelle zone industrielle, ou ceux réservés pour les entreprises de l'aéroport de Ndjili qui se trouve à l’extrémité de la commune.
On y trouve des quartiers tels que : Abako (Alliance des Bakongo, parti politique de Joseph Kasa-Vubu), PSA (Parti Solidaire Africain d'Antoine Gizenga à l'époque). Ses espaces maraîchers et rizicoles au bord du fleuve abritaient 4 118 maraîchers en 1999 et sont parmi les plus importants de la ville depuis plus d'une trentaine d'années.
Les deux communes occupent les bassins versants des rivières de Tshangu, Mangu et Tshwenge, mais les problèmes d'écoulement des eaux de pluie se posent actuellement avec la surpopulation et l'ensablement des rivières par les érosions ou leur encombrement par les ordures.

### Les cités de l'extension extrême-est
Elles comprennent deux communes, la commune de Maluku et celle de la Nsele. Les deux communes urbano-rurales faisaient jadis partie du territoire de Kasangulu et couvrent près de 85 % de la superficie de Kinshasa, soit 76 % pour la commune de Maluku et 9 % pour la Nsele.
La Nsele a été intégrée à la ville de Kinshasa grâce à la création du territoire sur urbain de Léopoldville le 1er janvier 1955 et Maluku, par les ordonnances loi du 12 janvier 1968, pour sa partie appelée "groupement Nguma-Maluku" et du 2 décembre 1968 pour le reste du secteur des Bateke et la chefferie de Mbakana.

#### La commune de la Nsele

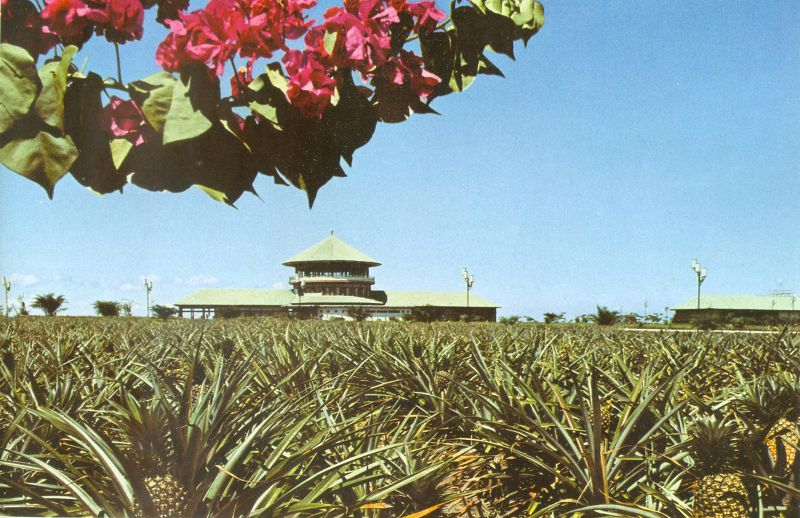
Parc agro-industriel de la Nsele (Ananas) en 1974.

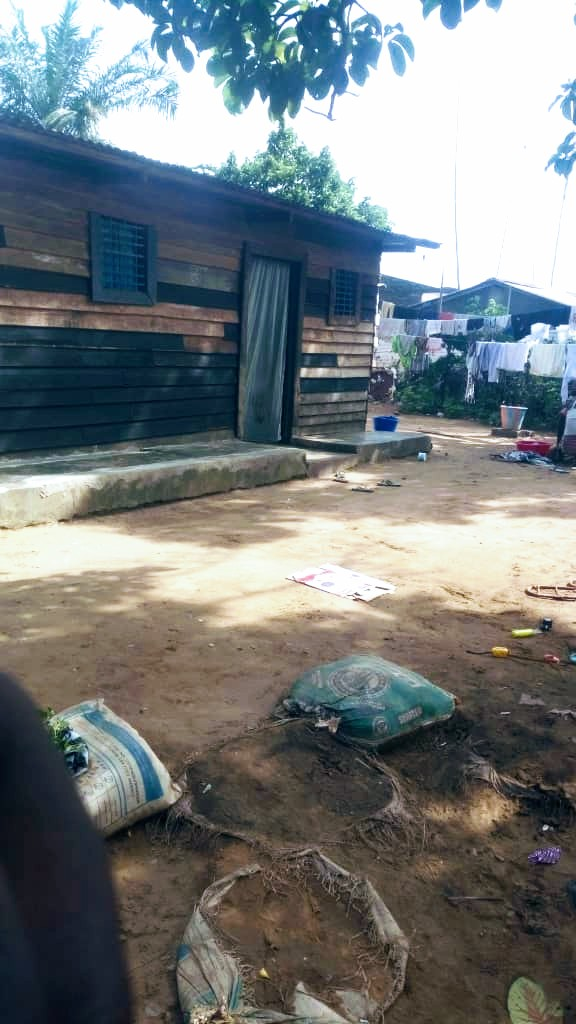
Habitations à Kinkole.

Elle a le privilège d'abriter géographiquement l'aéroport international de Ndjili. C'est aussi là que le président Mobutu érigea la cité du MPR (Mouvement populaire de la Révolution), parti politique présidentiel ainsi que le domaine agro-industriel présidentiel, devenu parc de la vallée de la N'sele en 2013. Située à plus de soixante kilomètres du centre ville, Nsele est aujourd'hui considérée comme l'une des banlieues de la ville de Kinshasa. Pendant les années 1970 et 1980, elle joua de multiples fonctions : banlieue agro-industrielle et politico-administrative (cité de la Nsele), banlieue touristique (cité des pêcheurs de Kinkole et cité de la Nsele), banlieue maraîchère (Tadi), banlieue dortoir (quartiers Mpasa, Mikondo et Mikonga). La seule banlieue qui attire jusqu'aujourd'hui les Kinois est celle de Kinkole pour la qualité de ses poissons, et est devenu même le lieu de prédilection de tous les Kinois pour aller passer les week-ends.

#### La commune de Maluku
Située à plus de 80 km du centre-ville, elle est la plus vaste commune de Kinshasa en superficie, bien qu'elle reste faiblement occupée. Elle a abrité la sidérurgie nationale qui est à l'arrêt. L'usine de bois Siforzal est encore en activité ainsi que les agglomérations de Kimpoko et Menkao.
La construction de l'usine de sidérurgie ainsi que les maisons devant accueillir les cadres de l'usine avait énormément contribué sur la construction de Maluku comme cité planifiée.

## Les cités des collines: ville haute

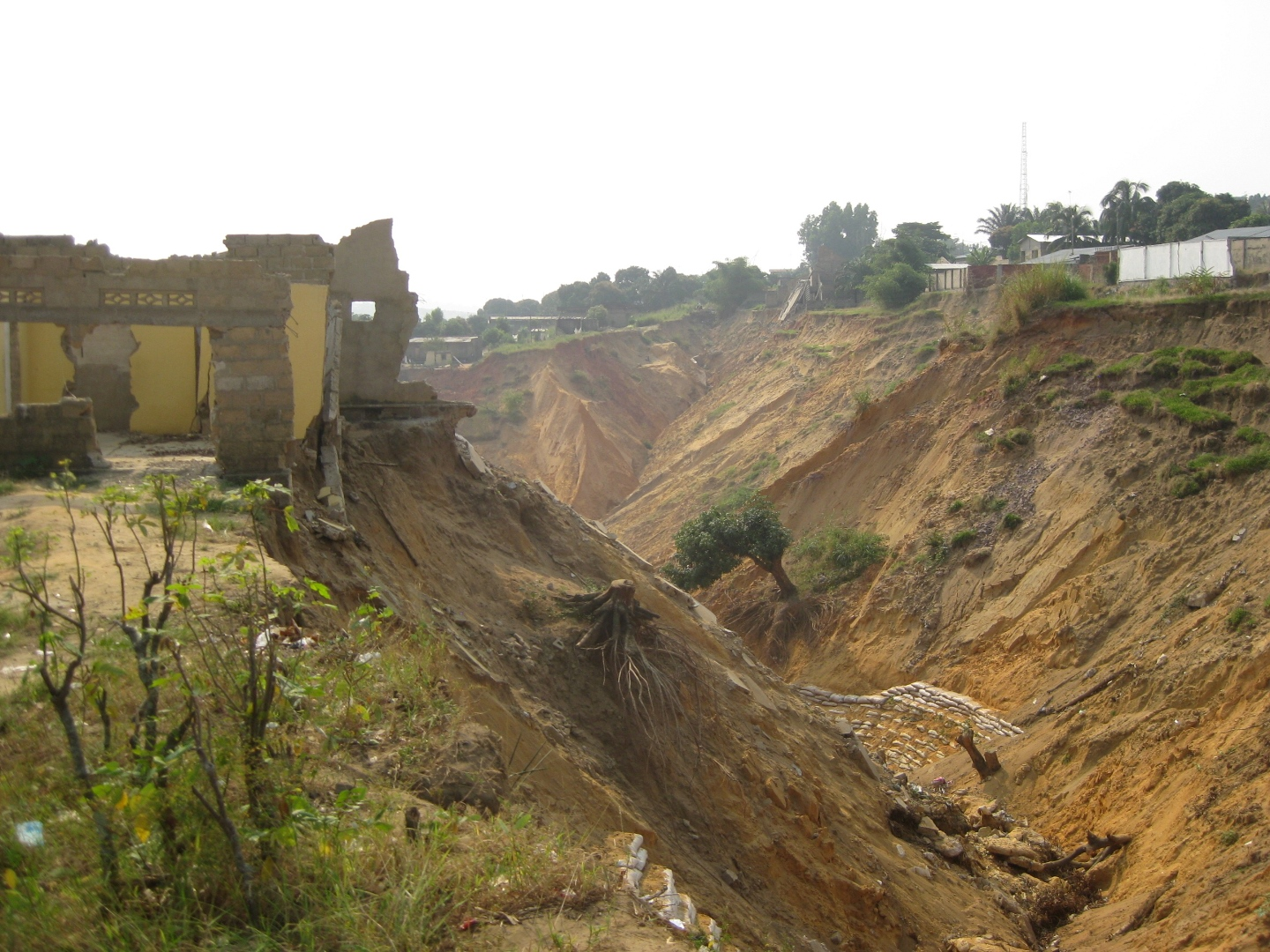
Tête d'érosion à la cité Mama Mobutu

Les sites de la ville haute ont longtemps été considérées comme zones non appropriées pour construire, à cause de la sensibilité aux ravinements et aux érosions. Le plan d'urbanisme de 1950 avait prévu que dans ces sites soient construits : les universités, la station météorologique, la prison, les couvents ou monastères, etc. qui sont des infrastructures destinées à être construites en dehors du centre ville, à l'écart de la population et qui peuvent bénéficier d'un aménagement bien structuré.
Le même plan d'urbanisme avait prévu la construction sur ces sites de quelques quartiers biens assainis, destinés aux Européens. Il s'agit des quartiers Joli Parc et Djelo Mbinza. À la suite de la réussite qui a suivi la construction de ces deux quartiers, d'autres quartiers des riches ont vu le jour, avec des somptueuses villas. Il s'agit des quartiers Ma Campagne, Mbinza UPN, Mbinza Météo, Mont-Fleury, Mbinza Télécom, Mont Ngafula. Avant et après 1970, il se créa des cités collinaires de haut standing, notamment dans le communes de Ngaliema, Mont Ngafula et au sud de Lemba, et des cités collinaires populaires dans la commune de Kisenso et au sud des communes de Bumbu et de Selembao.

### Les cités de collines de haut standing
Ces cités sont quelques quartiers qui se trouvent dans les vastes communes de Ngaliema, Mont Ngafula et de Lemba.

#### Commune de Ngaliema
Située à l'Ouest de la ville de Kinshasa avec une superficie de 224 km2 et plus de 460 000 habitants répartis dans 21 quartiers, la commune de Ngaliema est célèbre pour ses riches quartiers et ses gigantesques érosions. D'après le plan triennal l’Hôtel de ville de Kinshasa en 1997, le nombre des ménages par parcelle était évalué à 1,87. Il était difficile de trouver deux familles différentes dans une même parcelle. le site offre une vie panoramique sur les cités de plaine (Ville basse) ainsi que sur le fleuve Congo.
C'est à Ngaliema que se trouve le palais présidentiel du feu président Mobutu et la cité de l'Union africaine.
Derrière toute la richesse et la beauté de ses quartiers, se cachent cependant quelques quartiers populeux très pauvres, sans voiries, sans équipements communautaires. 57 % des ménages n'étaient pas raccordés à l'électricité et branchés directement au réseau de distribution d'eau potable de la Régideso.

#### Commune de Mont-Ngafula
Avec son espace territorial à la forme d'arc-en-ciel et sa superficie de 358,90 km2, la commune de Mont Ngafula compte 14 quartiers dont certains sont très bien urbanisés, avec des grandes parcelles bien aérées, et d'autres, pauvres au Sud et à l'Ouest, sans eau, ni électricité, enclavés et sans infrastructures de base. Dans les quartiers pauvres, la population vit dans un habitat semi-rural et cultive différents produits agricoles. Le quartier de Righini (Gombele), en allant vers l'Université de Kinshasa dans le dense tissu urbain de la commune de Lemba, qui est proche de Mont-Ngafula regorge des villas de haut standing. Beaucoup de quartiers riches de Mont Ngafula sont situés dans les bassins versants des rivières de Lukunga, Mbinza, Mampenza et autres.

### Les cités de collines planifiées après 1970
À l'exception de la cité Mangengenge dans la commune de Maluku, les cités de collines planifiées après 1970 se situent au sud de la ville de Kinshasa, le long de la route Matadi et la route By-Pass. Il s'agit des quartiers :
- Le quartier Salongo

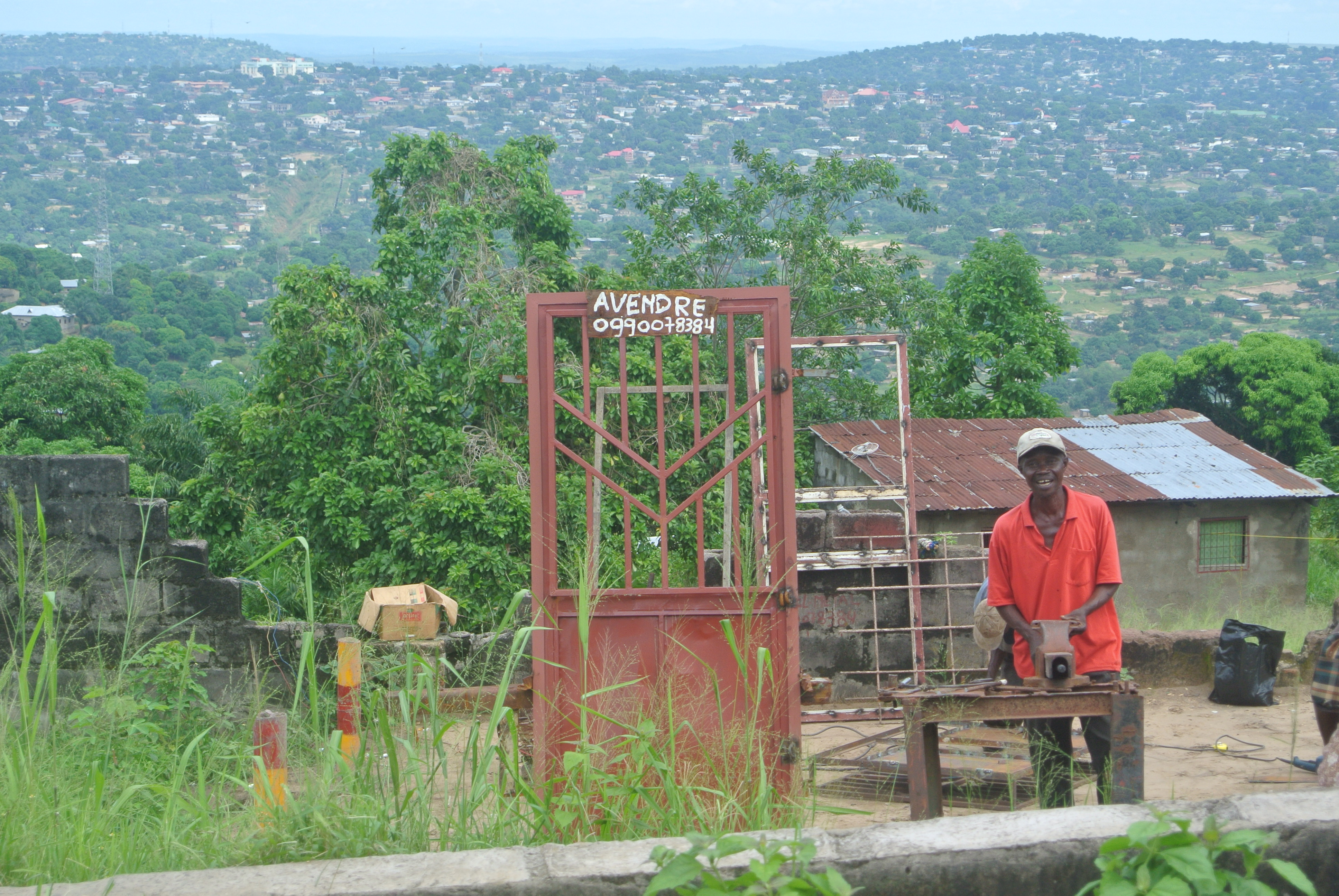
Artisan dans une cité des collines

situé dans la commune de Lemba, il a été le premier parmi les cités de collines planifiées à être construit en 1971. C'est la défunte agence immobilière de La Caisse nationale d'épargne et de crédit immobilier (CNECI) qui s'était chargé de la construction, avec 800 logements construits à l'époque.
- La cité de Mangengenge

Construite en 1975, elle est la deuxième cité dans cette catégorie à être construite avec 350 logements. Ces logements étaient destinés à accueillir les cadres de la nouvelle usine de sidérurgie de Maluku.
- La cité Verte

Construite en 1986 avec 442 logements dans la commune de Selembao.
- La cité Mama Mobutu

Construite en 1988 avec 674 logements dans la commune de Mont Ngafula. La cité Mama Mobutu et la cité Verte ont été construites par une agence immobilière internationale : la société Logement économique (LOGEC). C'est ainsi que l'une des avenues de la cité Mama Mobutu a pris le nom de "LOGEC", en référence de cette société.
- La cité de l'Habitat pour l'Humanité

Elle se situe comme la cité Verte, dans la commune de Selembao. Elle a été construite entre 1974 et 1994, avec 142 logements dans le cadre d'un programme de l’Église Protestante.
- Le Camp Badiadingi

Situé dans la commune de Ngaliema, il a été construit par le gouvernement, avec 350 logements octroyés principalement aux officiers militaires.
Toutes ces cités ont été construites au départ pour la population de classe moyenne. Les populations à faibles revenus ont été contraintes de s'installer, malgré elles, sur des sites à pentes fortes et non assainis, autour des quartiers des riches de Ngaliema, Mont Ngafula et du sud de Lemba, ou dans des quartiers plus pauvres de la commune de Kisenso et du sud des communes de Selembao et Bumbu.

### Cités populaires des collines du sud
Ces cités se trouvent dans les communes de Kisenso, Bumbu et Selembao, sur des fortes pentes exposées pour la plupart aux érosions. Les habitations se trouvant sur ces trois communes, perchées sur les collines, sont les premières à avoir été construites sur les flancs des collines du sud sans précaution préalable. Ces cités se caractérisent par un paysage rural, avec des rues sinueuses.

#### La commune de Kisenso
Elle se situe au sud-est de la ville de Kinshasa sur une colline ne dépassant pas 420 m d'altitude, aux pentes variants de 4 à 22 %. Pour stabiliser et affermir son sol face aux éventuelles menaces d'érosions, des nombreux arbres fruitiers y ont été plantés. La commune compte plus de 500 avenues et rues, non dotées d'un système d'évacuation d'eau, provocant parfois des graves inondations et érosions en temps de pluie. En 1999, la commune fut ravagée par 37 têtes d'érosions. Ses versants sont des véritables ravins qui entraînent des éboulements et des glissements en détruisant au passage la végétation. Cette situation cause beaucoup des conséquences néfastes pour les cités situées au pied de la colline. La commune de Matete par exemple, voit certains de ses quartiers ensablés après la pluie (quartiers Ngufu, Batende, Kinsimbu, etc.), ainsi que parfois, le tracé de chemin de fer qui mène à Matadi, situé en aval dans la vallée de la Ndjili. Les érosions rendent certains quartiers de la commune de Kisenso très enclavées, et fait baisser par ce fait même la valeur foncière et immobilière des maisons.

#### La commune de Selembao
La commune de Selembao ressemble en de nombreux quartiers à celle de Kisenso. Depuis la destruction de l'avenue du 24 novembre par les eaux de pluie et des érosions, la commune est presque totalement enclavée. L'avenue du 24 novembre constituait l'axe principal qui la traverse de bout en bout. Comme conséquences, les importantes infrastructures de base comme le marché de Selembao et autres sont devenus inaccessibles aux véhicules.

#### La commune de Bumbu
Elle a été construite dans l'ancienne concession de la limonaderie Sinalco, et ne dépasse pas 360 m d'altitude sur les collines du sud. Elle comptait 67 rues, 7 avenues et 9 589 parcelles en 2003. Le marché de Selembao est le centre même de l'économie de la commune, avec un parking recevant des camions en provenance du Bas-Congo, avec principalement des produits agricoles. Depuis longtemps, le marché est devenu presque inaccessible aux grands camions à cause de la dégradation de l'avenue du 24 novembre qui la traverse aussi par le nord, depuis la commune de Bandalungwa. Depuis les pillages de 1991 et 1993, de grands magasins ont fermé et les activités commerciales tournent au ralenti.
| Année | Communes les plus peuplées | Population   | Communes les moins peuplées | Population  |
| ----- | -------------------------- | ------------ | --------------------------- | ----------- |
| 1967  | Ndjili                     | 80 000 hab.  | Mont-Ngafula (partiel)      | 2 040 hab.  |
| 1970  | Ndjili                     | 102 881 hab. | Maluku                      | 14 678 hab. |
| 1984  | Kimbanseke                 | 353 209 hab. | Gombe                       | 17 360 hab. |
| 2003  | Kimbanseke                 | 915 217 hab. | Gombe                       | 31 307 hab. |
| 2004  | Kimbanseke                 | 946 372 hab. | Gombe                       | 32 373 hab. |

La ville de Kinshasa compte actuellement 24 communes avec diverses extensions, mais cette subdivision administrative ne date que de 1968, lorsque la ville annexa le secteur des Batékés et de Mbakana, qui faisaient jusque là partie du territoire de Kasangulu. en 1929, lorsque Kinshasa devint la capitale du pays, elle ne comprenait pas encore les communes de Kintambo, Gombe, Kinshasa, Barumbu et Lingwala. Après la Seconde Guerre mondiale, les nouvelles cités construites ont été à l'origine de la création des communes de Kasa-Vubu et Ngiri-Ngiri. de 1951 à 1960, les cités planifiées constituèrent les noyaux des communes de Kalamu, Ndjili, Matete, Bandalungwa et Lemba. La ville comptait 11 communes pour les consultations électorales de 1957, puis 13 communes en 1959. C'est après 1960 que la ville explosa.

## Urbanisation de la ville
Depuis sa création le 3 décembre 1881, Kinshasa n'a bénéficié que de quelques plans d'urbanisme dont le premier datant de 1950. Tous les autres plans d'urbanisme qui se sont succédé, surtout après l'indépendance, sont restés lettre morte, à l'instar du Schéma Directeur d'Aménagement et d'Urbanisme de 1975. Au sens strict du terme, Kinshasa n'a pas véritablement fait objet d'un plan d'aménagement sérieux après l'indépendance. Ville coloniale de façon officielle depuis 1881, Kinshasa avait sur son site des dizaines d'énormes villages, antérieurs à la colonisation, avec le village de Kintambo, considéré comme le site originel de la ville, qui disputait l'hégémonie commerciale aux autres gros villages agricoles voisines comme Mpuba (Gombe actuelle), Kingabwa, Ndolo, Kimbangu, Lemba, Nshasa etc. À partir 1885, les villageois de tous ces villages recevront tour à tour l'ordre de déguerpir par l'administration coloniale, en vue de créer la ville moderne de Kinshasa selon des normes de l'urbanisme. Les seuls vestiges existants de ces villages disparus sont des arbres, dont l'un des plus visités est le baobab qui se trouve dans l'actuel quartier de Basoko, à proximité de Kintambo Magasin, et considéré même comme le lieu de rencontre entre l'explorateur Henry Morton Stanley et les chefs de Lemba, Kintambo et Ngaliema pour signer le pacte de fraternité. L'autre se trouve à proximité de l'immeuble du Centre Commercial International du Zaïre (CCIZ) et du Grand hôtel de Kinshasa où fut enterré en position assise, selon la tradition, le chef Selembao. Kinshasa est donc d'abord née à partir de la baie de Ngaliema. À partir des années 1920, elle quittera cette baie pour s'étendre d'abord vers le nord, sur la pointe de Kalina, où se situait l'ancienne piste d'aviation qui correspond à l'actuelle avenue Virunga. Au bout de cette piste-avenue, se trouvent aujourd'hui côte-à-côte le Mausolée de Laurent Désiré Kabila et le Palais de la nation qui fait office du bureau présidentiel. Vers les années 1950, la ville s'étendra encore davantage, jusqu'à la période post-coloniale.
La ville de Kinshasa, qu'il s'agisse de sa partie de « ville planifiée coloniale », ou de sa partie « ville spontanée post-coloniale » est née à partir de trois couronnes ou auréoles.

### Ville planifiée coloniale
La naissance de la ville planifiée coloniale, de Kinshasa donc remonte au 3 décembre 1881, lorsque les chefs de Lemba, de Kinshasa et de Kintambo (Ngaliema) accordèrent à l'explorateur Henry Morton Stanley le droit de s'établir et de fonder le poste de Léopoldville. Lorsque la ville de Kinshasa vit le jour à Kintambo, autour de la baie de Ngaliema, elle s'étalait sur 115 ha et comptait 5 000 habitants, avec un marché d'échanges commerciaux avec les autres villages environnants. C'est sur la colline appelée actuellement Mont-Ngaliema, que Stanley hissera le drapeau belge et érigera sa maison pour dominer la plaine et assurer sa défense.

#### Constitution de la première couronne
Cette couronne comprend les communes de : Kintambo (2,72 km2), site originel de la ville; Gombe (29,33 km2), cité européenne, créée après le transfert de la capitale nationale à Kinshasa en 1923; Kinshasa (2,87 km2); Barumbu (4,72 km2) et Lingwala (2,88 km2). Les trois dernières communes étaient des cités africaines et considérées dans les années 1930 comme cités dortoirs de la commune de la Gombe, où chaque employé travaillant au centre-ville, devrait retourner pour y passer nuit. Le plan d'urbanisme, appelé le plan en damier, institué par l'administration coloniale dès 1890 par le décret du 14 août et l'arrêté du 20 septembre va ordonner d'organiser l'espace et d'y créer une grande ville moderne, en partant du site originel de la ville, à la baie de Ngaliema. À partir de l'arrivée du chemin de fer en provenance du Bas-Congo en 1898, la ville va enregistrer son premier boom démographique et spatial, signe d'une dynamique urbaine de première heure. Malgré ce boom démographique et spatial, les établissements humains ne s'implantaient pas dans le désordre parce que le Gouverneur Général détenait les prérogatives d'approuver les plans de voirie dans les communes urbaines en vertu des pouvoirs qui lui avaient été conférés par le décret du 14 août 1890 ainsi que l'arrêté du 20 septembre 1890.
En 1910, le premier noyau de la ville pouvait compter déjà 10 000 habitants, et au sud de la gare centrale, prenait déjà forme la ville africaine (Kinshasa et Barumbu), tracée selon un plan urbain bien élaboré. C'est l'ordonnance loi no 127 du 15 juin 1913 qui réglementa les constructions dans les quartiers habités par les Européens, ainsi que le principe de séparation de l'habitat européen et africain par la création d'un cordon sanitaire de 400 m de large, appelé "zone tampon". À cette époque, Kinshasa comptait 2531 Européens contre 37 634 Congolais.
Pendant la Première Guerre mondiale, l'administration coloniale se décida de doter la ville de quelques industries de transformation, par manque des produits manufacturés, conséquences de la guerre. Cette industrialisation va appelée une forte main d’œuvre noire, qui permettra en même temps le développement du commerce. L'administration coloniale va adopter par le décret royal du 16 mars 1922 la politique de maintenir la main d’œuvre africaine près de leur lieu de travail, et ordonnera que les employeurs logent leurs travailleurs. Une année plus tard, l'ordonnance no 58/56 du 10 août 1923 éleva Kinshasa au rang de district urbain.

#### Kintambo
Site originel de la ville de Kinshasa, Kintambo fut particulièrement un camp des travailleurs où habitaient blancs et noirs. Quelques bungalows habités jadis par les européens sont encore visibles, à proximité de la place commerciale de Kintambo Magasin. Les maisons des africains étaient construites en parpaing et étaient trop étroites. Jusqu'à la fin de la Première Guerre mondiale, Kinshasa étaient centrée au Nord-Ouest, à Kintambo, et c'est là que se concentrait les premières installations industrielles, les bungalows européens, les bâtiments administratifs, le centre commercial, les camps des ouvriers africains et les quartiers autochtones d'auto-construction. On y trouvait aussi le port qui fut notamment le premier port de Kinshasa ainsi que le chantier naval. En 1922, Kinshasa ne comptait 17 000 habitants sur 5 000 hectares.

#### Construction de la Gombe

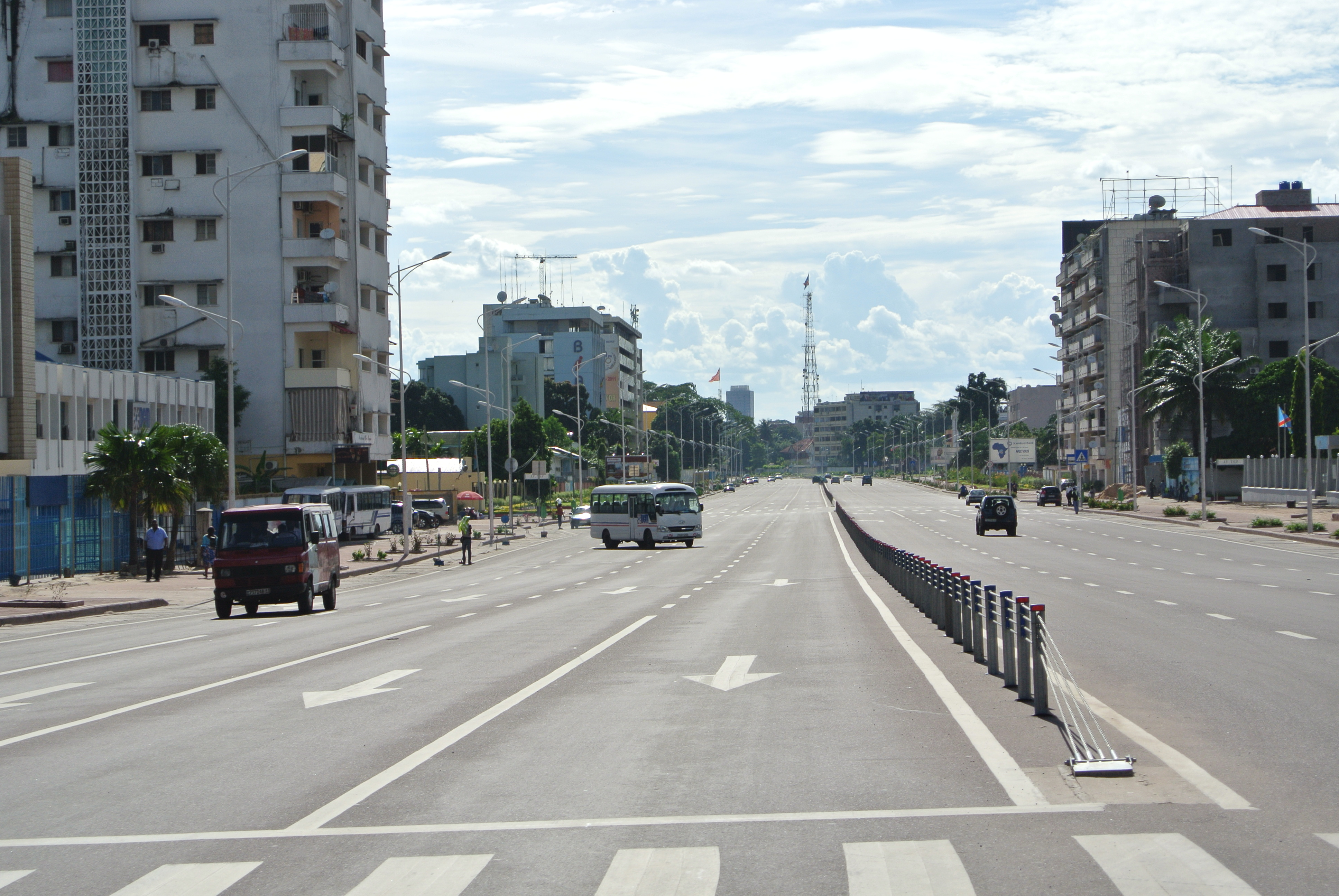
Gombe : Boulevard du 30 juin

Au début du XXe siècle, Kinshasa avait deux agglomérations distinctes. La première, constituée des communes de Kinshasa et de Barumbu (Léopoldville 1), et la deuxième, de la commune de Kintambo (Léopoldville 2) où habitaient séparément Européens et Africains. Les deux agglomérations distantes de quelques kilomètres étaient reliées par l'avenue Kasa-Vubu via l'avenue de la Justice.
En octobre 1929, lorsque l'administration coloniale se décida de transférer la capitale du pays de Boma à Kinshasa, selon le texte de l'Arrêté Royal de 1923, la ville va s'étendre, et viendra par la même occasion la construction de la commune de la Gombe, nouveau quartier européen et actuel centre-ville. Elle sera construite entre les deux agglomérations (Léopoldville 1 et 2) en vue de leur réunification.
Ce transfert de capitale a aussi permis à Kinshasa de bénéficier de grands équipements dont la résidence du Gouverneur Général qui est l'actuel bureau du Premier Ministre, au bord du fleuve ainsi que des bâtiments administratifs, hôpitaux, centres commerciaux, etc.
C'est lors de ces grands travaux que la première piste d'aviation de la ville, située sur l'avenue du Mont-Virunga à la Gombe va se retrouver dangereusement en plein quartier résidentiel et administratif, et sera transférée par ce fait au quartier de Ndolo en 1933. À cet endroit de piste d'aviation se trouvent actuellement, tout autour : le Palais de la Justice, le Palais de la Nation, le bâtiment de la fonction publique et la Banque centrale du Congo.
Actuellement, la commune de la Gombe joue plusieurs fonctions en dehors de la fonction administrative. Elle joue à la fois les fonctions administratives, commerciales, culturelles, résidentielles, etc.

#### Lingwala, Kinshasa et Barumbu
L'urbanisation de la commune de Kinshasa et de celle de Barumbu a été en grande partie une initiative de la population, l'administration coloniale était là pour donner des règlements sur le plan sanitaire, de la construction, de l'urbanisme, etc. afin d'assurer un certain ordre dans les principes d'urbanisation. Kinshasa et Barumbu ont joué le rôle d'accueillir à l'époque les premiers migrants ruraux, qui venaient particulièrement des provinces les plus proches de la ville à savoir : le Bas-Congo et le Bandundu, pour chercher du travail, qui était d'ailleurs abondant à cause de plusieurs différents chantiers et des jeunes administrations naissantes qui nécessitaient une main d’œuvre abondante. Barumbu était reliée du centre-ville par l'actuelle avenue du Flambeau, tandis que Kinshasa l'était par l'actuelle avenue Kasa-Vubu. Dans les deux communes, l'habitat des noirs était très médiocre, des cabanes construites en briques adobes, avec des conditions sanitaires indésirables. C'est ainsi qu'entre les deux guerres mondiales, des voix dont celles de l’église catholique en particulier s'élevèrent pour critiquer cette mauvaise gestion de l'administration coloniale sur l'habitat des africains. Pour donner l'exemple, les missionnaires catholiques de Scheut vont créer en 1932 une caisse de crédit immobilier ouvert aux congolais, en priorités à leurs fidèles et leurs employés, pour permettre aux africains de se construire des logements décents. L'administration coloniale récupérera cette initiative en 1933, pour lui permettre de moderniser les cités africains. C'est de cette manière que va commencer l'urbanisation dans ces cités jadis délaissées aux africains pour construire.
À Lingwala, née dans les années 1930, l'administration coloniale va opté à la fois pour l'habitat planifié avec des camps des travailleurs et pour l'habitat administré destiné aux autres catégories sociales. Pour l'habitat planifié, on compte parmi des logements construits : Camp de police Lifungula au Nord-Est, le camp des travailleurs des Huileries du Congo-Belge (HCB) au Centre-Est et le camp de l'Office des Cités Africains (OCA) au Nord-Ouest.
Pour l'habitat administré, l'État avait procédé au lotissement, et les conditions pour acquérir un logement étaient de disposer d'une carte de résidence, être marié et avoir deux enfants au moins. L’africain se chargeait de construire sa maison, et l'État veillait aux respects des normes urbanistiques ainsi que de la construction des équipements publics comme la voirie, écoles, dispensaires, foyers sociaux et autres.
En bref, le premier anneau comprend quatre communes de : Gombe (29,3 km2), Kinshasa (2,9 km2), Barumbu (4,7 km2), Lingwala (2,9 km2) datant du XXe siècle, au voisinage de Kintambo, le noyau le plus ancien.

#### Naissance de la deuxième couronne
En 1945, la population de Kinshasa avait rapidement augmenté avec un taux de croissance situé aux alentours de 15 % par an, situation qui va pousser l'administration coloniale à doter la ville d'un service de planification et d'urbanisme. Deux décrets furent signés en 1949 pour réglementer l'urbanisme de la ville tout en permettant la construction des nouvelles maisons et des nouvelles cités.
- Le premier du 21 février 1949 réglementa la délivrance des permis de construire, la modification des reliefs, la démolition, le lotissement, l'acquisition ou l'aliénation des parcelles et les changements de l'environnement urbain.
- Le deuxième du 7 juin 1949 créa l'Office des Cités Indigènes (OCI) et le Fonds du Roi pour construire des logements modestes, sains et confortables dans des cités africains. Ces deux décrets vont donner naissance à un plan d'urbanisme, qui va à son tour ouvrir des nouveaux espaces pour la construction des logements, selon un traçage bien élaboré, qui changera finalement la physionomie de la ville.

#### Plan Van Malleghen de 1950
Après la Seconde Guerre mondiale, il se trouva que plusieurs constructions des autochtones commencèrent à gêner les belles constructions particulièrement européennes dans plusieurs cités. Le pouvoir public va par ce fait, à travers la création l'Office des Cités Africaines (OCA) à la place de l'OCI, procédé selon un ordre au déguerpissement des autochtones de leurs terres dans plusieurs communes, moyennant indemnité, pour reprendre ces terres qu'il va ensuite lotir ou vendre aux particuliers disposant des moyens importants pour la construction des belles maisons.
Afin de désengorger le centre ville (Commune de la Gombe), le plan urbain va prévoir et exécuter la construction de la station météorologique, de la prison, de l'Université Pédagogique Nationale, de l'Université de Kinshasa, etc. au sud de la ville, sur les collines, pour essayer de donner un équilibre spatial à la ville.
Afin de déconcentrer les activités à la Gombe, le plan de construire un second centre industriel et résidentiel vers le Sud-Est, précisément à Limete vu le jour. Limete résidentiel fut conçu sous forme d'une cité jardin composé d'une succession d’îlots ouverts, avec des espaces verts pour permettre la circulation de l'air et le passage de la lumière. La plupart des autochtones qui vivaient dans le lieu furent indemnisés par compensation, l’État leur octroyant des terres à Ngiri-Ngiri, Kasa-Vubu et Mombele en échange de leurs terres de Limete. Le quartier Limete Industriel a été quant à elle implanté aux portes de la ville à proximité du rail et du fleuve pour permettre aux usines de s'ouvrir, à partir des ports, aux marchandises venant des autres provinces du pays ainsi que de autres pays riverains. L'autre objectif de la création d'un second centre industriel en dehors de la Gombe était d'organiser les extensions urbaines pour densifier les cités anciennes indigènes de Lingwala, Barumbu et Kinshasa où la pression démographique commençait à se faire sentir sur l'habitat. Après donc la création de Limete, viendra la création de 3 cités indigènes planifiées et des cités satellites par l'administration coloniale. Il s'agit de :
- Cités indigènes planifiées : Bandalungwa, Kalamu, Camp Babylon (dans la commune originel de Kintambo)
- Cités satellites : Ndjili, Lemba, et Matete.

L'administration coloniale va par la suite viabiliser 1350 hectares pour construire les cités indigènes de Ngiri-Ngiri, Kasa-Vubu et Kimbangu.
L'Office des Cités Africaines (OCA) a été à l’œuvre pour la construction des logements dans la majorité de ces cités indigènes planifiées. Ces maisons étaient construites dans les cités indigènes planifiées de Bandalungwa, Kalamu, Lemba, Kintambo/Camp Babylon selon trois modèles :
- Le modèle A ou le type A, regroupant dix blocs des maisons constituant le centre commercial du quartier, qui sont des maisons ayant deux niveaux, le logement à l'étage et le commerce au rez-de-chaussée
- Le modèle B ou le type B, regroupant un bloc de deux maisons dotées des sanitaires pour chacune. Ces maisons étaient réservés aux petits fonctionnaires. Pour les familles ayant plusieurs membres, il était donné une maison de trois chambres à coucher et salon, et pour ceux n'ayant pas beaucoup des membres, c'était une maison de deux chambres et salon qui leur a été donné.
- Le modèle C ou le type C, réservées aux hauts fonctionnaires, ces sont des grosses maisons du type Fonds d'Avance logement.

#### Plan Van Malleghen de 1950 et l'habitat social administré indigène
Le plan concernait la construction des nouvelles cités de Ngiri-Ngiri et de Kasa-Vubu. L'administration coloniale mit à l'époque à la disposition des Africains des fonds à octroyer à ceux qui le sollicitaient afin de construire une maison en matériaux durables dans les cités de Ngiri-Ngiri et Kasa-Vubu. Le montant de prêt étant fixé en 1957 à 220 000 francs congolais, remboursables en 20 ou 25 ans, à compter de la date du versement de la première allocation. Le plan modifia principalement des erreurs commises dans la conception des communes précédentes par l'Office des Cités Africaines où les modifications immobilières étaient quasi-impossibles en raison de leur densification, avec des maisons collées les unes des autres. Pour les nouvelles cités, l'option a été prise pour des maisons spacieuses, avec des avenues larges convergeant vers d'importants lieux, infrastructures et autres espaces publics. Le même plan d'urbanisme de 1950 prévoyait aussi de créer trois cités satellites afin de loger non seulement la main d’œuvre de la zone industrielle, mais aussi du nouvel aéroport situé à l'Est de la ville, l'aéroport de Ndjili, cela, grâce surtout à la construction du boulevard Lumumba qui devrait relier l'aéroport du centre-ville.
Les trois cités satellites étaient :
- La Commune de Ndjili, créée après la rivière Ndjili en allant vers l'aéroport qui porte le même nom. Ici, l'administrateur avait laissé aux acquéreurs congolais la charge de construire eux-mêmes leurs logements, à un coût raisonnable, dans des îlots bien délimités et dans des parcelles assainies. La commune de Ndjili, constituée de 7 quartiers à l'origine par l'administration coloniale, était conçue pour accueillir 30 000 habitants sur une superficie de 470 ha avec au moins 6000 parcelles d'habitation. En 1956, sa population était de 29 000 habitants[34].
- La Commune de Matete, créée le long de la rivière Matete. Ici, la construction des logements a été assurée par l'Office des Cités Africaines pour loger principalement les travailleurs de la zone industrielle de Limete. Comme la plupart des cités construites par l'OCA, Matete est réputée pour ses parcelles de petites dimensions.
- La Commune de Lemba, construite elle aussi par l'OCA, était destinée au départ aux cadres moyens travaillant dans la zone industrielle de Limete et à l'Université de Kinshasa qui venait de s'installer sur les collines de Mont Amba. C'est la mise en œuvre du Plan Van Malleghen qui a permis à l'époque l'usage du parpaing et de la tôle, et fait disparaître totalement ou presque les maisons en briques adobes, grâce notamment à l'intervention de l'OCA, pour la construction des logements modernes dans la plupart des nouvelles cités. Du fonds d'avance à l'Office des Cités Africaines, en passant par le fonds du Roi, Kinshasa a bénéficié d'un nombre important des maisons construites selon des normes modernes. Elles s’élevaient à 20 625 maisons au total dans toute l'agglomération[35]. À l'époque, la ville ne comptait que 8 communes avec en majorité des maisons pavillonnaires ou à un étage.

En dehors des raisons évoquées ci-dessus, plusieurs autres raisons ou objectifs avaient poussé par le Plan Van Malleghen à l'élargissement de la ville. Parmi ces objectifs, il y a :
- Celui de créer en dehors de Limete industriel, une autre zone industrielle de l'Est de la ville, à Masina, qui devrait accueillir des industries qui avaient besoin de beaucoup plus d'espace, difficile à installer à Limete pour des raisons d'hygiène et de sécurité car certaines usine de fabrication des produits toxiques et dangereux ne pouvaient être implantées proche de l'agglomération. C'est à Masina que seront implantées après l'indépendance, les gros tanks des hydrocarbures, l'usine de fabrication des batteries, l'usine de montage des véhicules, les usines de transformation du bois, etc.
- Celui de décongestionner les quartiers européens en créant d'autres cités sur les collines de l'Ouest. Les sites des Joli Parc et de Djelo Mbinza dans la commune de Ngaliema furent choisis au départ, parce qu'ils présentaient une pente modérée, et reliés au centre-ville par la route Matadi et l'avenue Nguma, bien asphaltées à l'époque.
- Celui qui consistait à la construction d'un grand boulevard, devant relier les deux aéroports de la ville, l'aéroport de Ndolo et l'aéroport de Ndjili. Le boulevard Lumumba devrait être construit non seulement pour relier les deux aéroports, mais aussi pour accueillir un pôle d'activités tout au long, avec pour objectif de desserrer le centre-ville et de résoudre en même temps le problème de distance de déplacement entre le centre-ville et les cités situées au-delà de la rivière Ndjili par manque de routes. C'est donc entre 1950 et 1960 que furent construites des vastes communes destinées à loger les populations africaines et des grosses infrastructures appelées à équiper la ville. Ces communes vont constituer le deuxième anneau de la ville.

#### Rail, Rivière, Forêt et Route dans l'urbanisation
La création tant des cités ou communes européennes (Gombe, Limete et Ngaliema) que de celles africaines répondait à la logique de ségrégation spatiale qui consistait à séparer les habitants selon les races.
Pour créer ces communes, il a fallu à l'administration coloniale de procéder à la déforestation du site de Kinshasa, à assécher des marécages, etc. pour laisser place à un espace propice à ériger des habitations (logements).
Ainsi, les plans de construction s'étaient servis des barrières naturelles comme les cours d'eau, les espaces verts, les voies de communications et les terrains neutres non seulement pour organiser la ville, mais aussi avec l'ardente volonté de mettre la population indigène très à l'écart de celle européenne. Les grandes avenues furent tracées, les bâtisses construites et le paysage rural du XIXe siècle avait disparu, à l'exception de la grande périphérie urbaine qui gardait encore son aspect rural à cause de la présence de la ceinture verte, telle que retenue par le plan.
La coupure entre Kinshasa des Européens et Kinshasa des Africains à l'époque était marquée par des zones neutres de l'Est à l'Ouest, c'est-à-dire, du Camp militaire Kokolo à l'Aéroport de Ndolo à l'Est sur 9 km. La construction des deux communes européennes constitue l'illustration visible de la volonté qu'avait l'administration de mettre à l'écart la population indigène de celle européennes :
- La Commune de la Gombe : Au nord, le fleuve Congo limitait l'extension de la commune. Gombe ne pouvait s'étendre qu'au sud, le long du littoral parce qu'elle ne pouvait pas non plus franchir les limites créer par le chemin de fer, qui coupait la ville en deux, séparant l'habitat européen en chantier de l'habitat africain. Le rail constituât donc l'une des barrières pour séparer la communauté européenne de la Gombe, de celle africaine, bien qu'il contribuât aussi à l'organisation de la ville. Pour agrandir la Gombe qui était obligée de se développer dans un espace très étroit le long du littoral, il a fallu déplacer le rail plus loin vers la périphérie sud de la ville, à proximité de la cité africaine, pour qu'il aboutisse au premier port de la ville situé à la baie de Ngaliema à Kintambo[28]. C'est aux environs de l'actuel boulevard du trente juin que fut déterré le chemin de fer qui traversait Gombe de bout en bout pour laisser place l'actuel boulevard du trente juin de Kinshasa. Ce déplacement du rail vers le sud permit à la Gombe de s'étendre au-delà du boulevard du trente juin, et de prendre la forme d'un demi-cercle.

Le rail avait joué alors une double fonction. D'abord, celle de relier Kinshasa 1 (Commune de Kinshasa, Barumbu, Lingwala) à Kinshasa 2 (Kintambo); et ensuite, pour servir de tracé séparateur entre l'habitat européen et l'habitat africain. Il était à l'époque formellement interdit aux africains de franchir l'emprise ferroviaire, au risque de payer des amendes.
L'autre barrière montée de toutes pièces par l'administration coloniale pour séparer les blancs des noirs fut la rivière Gombe, qui est en réalité un grand collecteur d'eau, mais qui se jette au fleuve Congo au niveau de la baie de Ngaliema. Hors mis le rail et la rivière Gombe, l'administration s'est aussi servi des routes pour créer de barrière avec les noirs. Sur l'Avenue du 24 novembre par exemple, elle aligna en chapelet le long de l'avenue la Cathédrale Notre Dame et les établissements scolaires et supérieurs dont : l'Institut Technique de la Gombe, l'Institut Supérieur d'Arts et Métiers, le Collège Bosembo, l'Académie des Beaux-Arts, l'Institut des Bâtiments et des Travaux Publics, l'Institut Supérieur de Commerce de Kinshasa, les écoles consulaires, etc. Les routes, le rail et cours d'eau ont servi donc non seulement d'organiser la ville, mais aussi pour séparer le blanc du noir.
- Commune de Limete : Le choix du site de son quartier résidentiel, résidence pour blancs a été fait de sorte qu'il soit isolé des quartiers africains grâce d'une part à la nature (bocage, savane herbeuse et rivière Yolo) et des infrastructures routières construites par l'administration coloniale. la rivière Yolo et ses vallées inondables qui se trouve à l'actuel quartier MOSOSO, jouèrent un rôle considérable de séparateur naturel entre Limete résidentiel et les quartiers africains. Il était difficile aux africains de franchir cette rivière, ou d'aller se construire des maisons dans cette vallée délicate, qui demandait des investissements considérables pour construire des logements sans risque d'être un jour inonder. L'avenue de l'Université jouait de son côte le rôle de barrière artificielle pour séparer Limete des cités africaines (Immocongo, Kauka, Yolo Nord, Yolo Sud, Camp Pinzi).

Le plan Van Malleghen fut donc le document d'aménagement le plus significatif pour l'aménagement urbain de Kinshasa pendant l'époque coloniale.

### Ville spontanée post-coloniale
En 1960, à l'indépendance, Kinshasa avait encore une organisation spatiale d'une ville planifiée moderne avec des artères harmonieusement tracées, des quartiers aménagés pour des riches et pauvres, des systèmes d'assainissement, des espaces verts, etc. qui permit à la population de vivre dans des conditions décentes.
Après l'indépendance, les perspectives du Plan Van Malleghen ne changea en rien, à l'exception d'absence de financement pour la construction des logements sociaux, de la part du nouveau gouvernement dirigé par les congolais.
Cet échec du gouvernement conduira tour à tour au plan Arsac de 1967, au Schéma Directeur d'Aménagement et d'Urbanisme du BEAU de 1975 et au plan de développement Urbain de 1985.

#### Naissance du troisième anneau
En plein milieu des années 60, la population de Kinshasa va connaître une croissance démographique très considérable suit à l’exode rural massif. La politique du logement sociale n'était plus d'actualité. le programme de construction des logements clés en main cessa d'être considéré comme priorité. L’Office National des Logements qui succéda à l'OCA ne construisait plus de nouveaux logements, mais se contenta seulement à réhabiliter 1105 maisons préfabriquées. C'est alors que la construction anarchique explosa sous l'impulsion des chefs coutumiers et des politiciens. La gestion juxtaposée du sol à la fois par les pouvoirs publics et les autorités coutumières fut à la base de l’ambiguïté foncière qui amena à l'anarchie foncière dans la ville de Kinshasa.
Cette anarchie foncière débute en 1959, une année avant l'indépendance, lors de la campagne pour les élections communales où les politiciens originaires des provinces voisines du Bas-Congo et de Bandundu attribuèrent des lopins de terre aux migrants ruraux, membres de leur parti politique, sans l'autorisation de l'État. Les communes de Makalac et Ngaba, créées au centre, sous les pieds des collines du sud, sur des sites marécageux sont les conséquences visibles de cette anarchie sous l'impulsion des hommes politiques de l'époque. Il en est de même pour le quartier Mombele dans la commune de Limete, au-delà de la rivière Yolo. À l'Ouest de la ville, il y a eu les quartiers Camps Luka et Delvaux. 
Le camp Luka possède une histoire singulière, étroitement liée aux élections locales anticipées qui se déroulèrent avant l’accession de la République Démocratique du Congo à l’indépendance. L’ABAKO, parti représentant les Bakongo, appela au boycott de ces élections en réaction à la coalition du Front commun menée par le LUKA et le MNC, dont l'objectif était de s’emparer des sièges dans la capitale, Léopoldville. À la suite de la victoire du Front commun dans plusieurs communes anciennement dominées par l’ABAKO, ce dernier incita les Bakongo, majoritairement propriétaires des terres à Mboka Sika, à expulser de leurs foyers tout Congolais non mukongo. Cette situation entraîna une crise humanitaire, incitant le parti LUKA à mobiliser des terres pour reloger les personnes déplacées. Ainsi naquit le Camp Luka, fondé par les leaders du parti LUKA – André Peti Peti, Delvaux Mafutakizola, Paulus, Kulumba, et Pierre Masikita – qui mirent en place divers espaces de réinstallation. Un camp fut aménagé à N’Djili, quartier 13, pour la communauté kasaïenne, un autre à Kingabwa pour les Bangala, et les communes de Bumbu, une partie de Ngiri-Ngiri, Makala, et Ngaba furent intégrées au Camp Luka. L’actuel quartier Delvaux et le Camp Luka constituent aujourd’hui des vestiges de ce vaste mouvement de solidarité et de réorganisation territoriale orchestré par le parti LUKA.  
La commune de Ngaba fut créée spontanément par les politiciens Antoine Gizenga et Cléophas Kamitatu du Parti Solidaire Africain (PSA) au profit de leurs électeurs qu'ils avaient fait de Bandundu. Le quartier Camp Luka quant à lui, fut créé par le politicien Paulusi, alors bourgmestre de la commune de Ngaliema, qui distribua les terres aux migrants électeurs du Parti Solidaire Africain venus du Bandundu. le quartier Delvaux fut créé par le Politicien Mafuta Kizola Delvaux, qui distribua des terres toujours aux migrants ruraux du parti Solidaire Africain. C'est ainsi que la cité créée portera son nom. Toute cette population incapable de trouver des logements dans les quartiers planifiés, à cause de leurs faibles revenus, érigèrent leurs habitations de façon anarchique dans ces différents coins de la capitale. Le quartier Mombele dont le site fut jugé autres fois par l'administration coloniale de No man's land entre les communes de Limete et Kalamu fut donné aux électeurs Batékés en 1955 par le président du parti Union de Batéké (Unibat) Pierre Mombele. Le quartier ainsi créé portera son nom.
Cette croissance spatiale va progressivement combler des espaces interstitiels de la plaine déclarés non aedificandi par l'administration coloniale, et la ville va commencer à se développer en une agglomération horizontale, jusqu'au pied des collines du sud et de l'Ouest, avec la naissance de plusieurs quartiers spontanés.

#### Plan régional de 1967
La Première République de 1960 à 1965, sous le feu Président Kasa-Vubu n'a pas réussi à changer ou à améliorer le paysage urbain de Kinshasa, à cause de l'instabilité politique causée par des mutineries, sécessions, rébellions, inflation, etc. Avec l'avènement du feu Président Mobutu en 1966, débuta la croissance économique qui coïncida avec la hausse vertigineuse du cours du cuivre sur le marché international, alors que la république démocratique du Congo était classée parmi les plus grands producteurs du cuivre à l'époque. Le gouvernement décréta par ce fait un programme de reconstruction. L'extension spatiale était déjà évaluée à 700 hectares entre 1966-1967. La croissance moyenne annuelle de la population urbaine était estimée à cette époque à 75 000 habitants et le taux de croissance à 11 % entre 1960 et 1967. C'est ce qui amena au plan régional de 1967. Ce plan proposa de contenir la ville dans la plaine afin d'aboutir à un développement planifié et à une densification spatiale. C'est ainsi que qu'il fut prévu de stopper l'urbanisation au pied des collines du Sud et de l'Ouest, de contenir l'agglomération dans son périmètre urbanisé, de créer des cités satellites, de protéger des espaces agricoles, de réaliser d'importants travaux routiers, etc. Ce schéma d'aménagement urbain prévoyait des aménagements dans les secteurs Est, Ouest, Nord et Sud, mais en sous estimant l'ampleur de l'habitat spontané qui fut la mode à l'époque.
Contrairement au Plan Van Malleghen de l'époque coloniale, le Plan Régional de 1967 n'a guère bénéficié d'actions visibles sur le terrain. Ses prévisions qui tablèrent en 1967 sur une ville de près d'un million d'habitants en 1970 et sur un cadre bâti de 12 000 hectares furent rapidement dépassées par le problème de l'urbanisme spontané, et resta donc lettre morte, avec pour simple rôle de document indicatif, qui va orienter la nouvelle morphologie de Kinshasa avec son nouveau mode de fonctionnement, pourtant, élaboré dans la période où le pays connaissait son boom économique, grâce à la hausse du prix du cuivre. Le gouvernement décida donc d'ignorer toutes les dispositions du Plan de 1967. Le succès que connût ce plan fut le passage de la ville de 11 à 24 communes grâce aux différentes ordonnances présidentielles signées au cours de l'année 1968. En 1970, la seule cité planifiée à être construite fut la cité Slongo avec 800 logements grâce à une agence immobilière locale, la Caisse Nationale d’Épargne et des Crédits Immobiliers (CNECI). L’État l'avait créée par une ordonnance loi no 71-080 du 1er septembre 1971. Mais la société n'a vécu que pendant 10 ans, par manque d'une dotation et d'une épargne suffisante, et fut liquider par l'État. L'église protestante avait réussi son modeste projet appelé Habitat pour l'humanité en construisant 208 petits logements sociaux, selon le système de location-vente, dont 146 maisons construites en 1974 à Mont-Ngafula et 62 à partir de 2002 à Kinkole. Au fil des années, le troisième anneau se mit à se remplir progressivement avec l'habitat spontané marqué par la précarité de l'environnement.

#### Schéma Directeur d'Aménagement Urbain de 1975

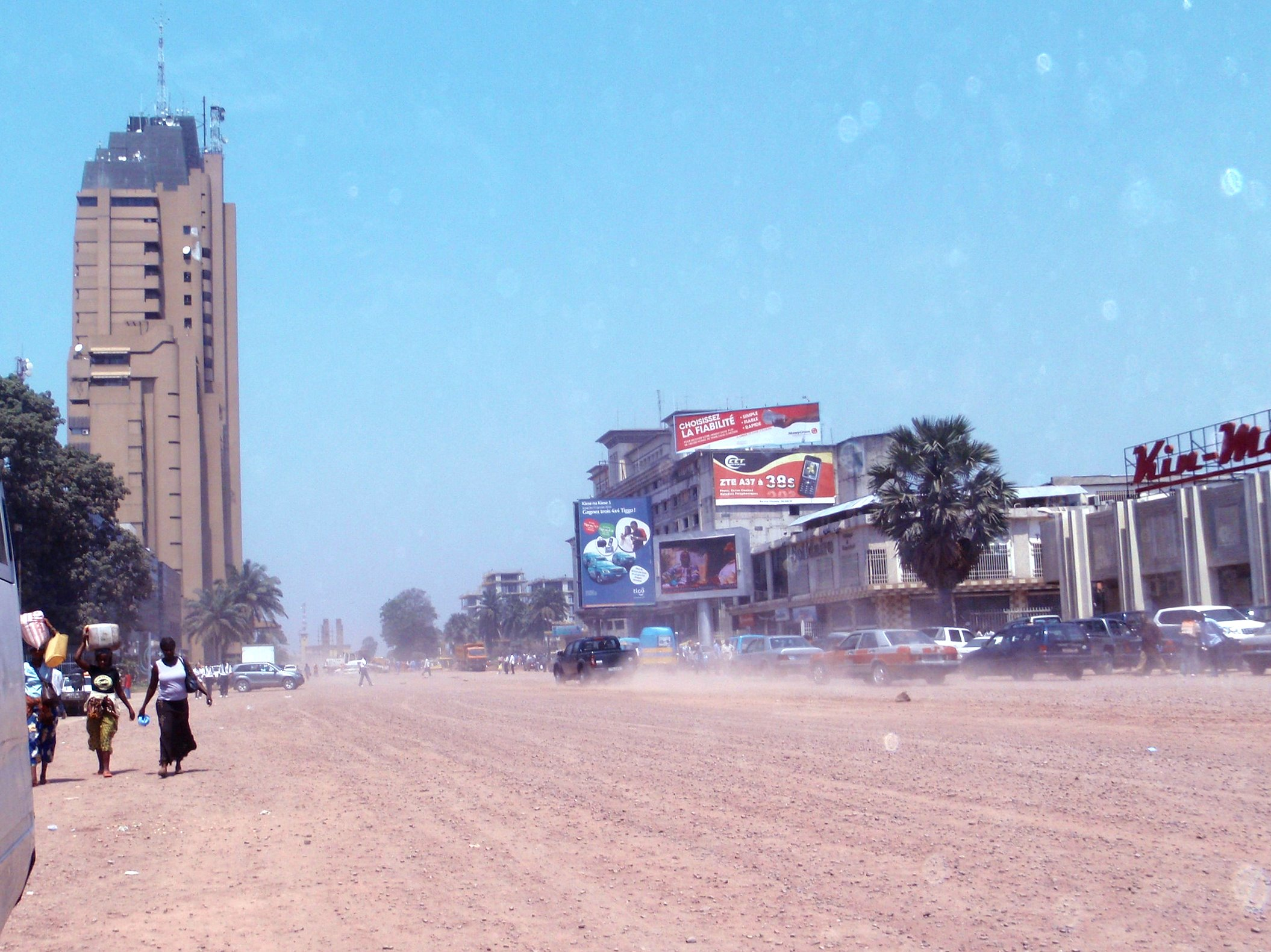
SOZACOM à Kinshasa, lors des travaux de réhabilitation du boulevard du trente-juin

En 1975, Kinshasa, avait 1 500 000 habitants et s'étalait sur 15 000 hectares urbanisés, pendant que l'anarchie foncière battait son plein. La croissance démographique de la capitale représentait 8 % de la population de l'ensemble du pays, 1/3 de la population nationale urbaine et 57 % des salariés du secteur moderne.
Pour remédier à cette situation d'anarchie foncière, le Schéma Directeur d'Aménagement Urbain sera rendu public après plusieurs mois d'enquêtes de terrain. Plusieurs services de l'État seront mis en contribution dont la Régie des eaux (Régideso), la Société Nationale d'Électricité (SNEL), la Voirie et Assainissement, l'Éducation Nationale, la Santé, le Transport, etc. afin de bien appliquer le schéma. Ce Plan d'aménagement urbain s'inscrivait dans la génération des documents d'aménagements dotés de perspectives à court (1976-1980), moyen (1981-1985) et long terme (1986-1990), et reflétait l'influence de l'approche d'aménagement urbain français, car coordonné par les géographes français comme Marc Pain, René Maximy, Jean Flouriot, etc.
Ainsi, le développement de la ville devrait se focaliser sur les grands axes Est en direction de Bandundu et Ouest vers le Bas-Congo.
- Sur l'axe Est, le Plan projeta de créer une cité satellite à Mpasa 1 et 2 avec 1000 logements et 10 000 parcelles assainies, urbaniser les plaines alluviales de Nsele et de Maluku, construire des villes nouvelles (Ville Est) d'une capacité d'accueil de 1 210 000 habitants sur 4720 hectares sur le plateau de Bateke[40]. Et toute cette zone de l'Est, dans son ensemble, devrait selon les prévisions offrir une capacité d'accueil de 4 millions d'habitants.
- Sur l'axe Ouest, il projeta de créer des villes secondaires à Kasangulu et à Kisantu qui sont les deux centres urbains situés dans la province du Bas-Congo, mais se trouvant dans l'aire d'influence économique de Kinshasa.

Échangeur de Limete

Comme tous les plans d'urbanisme gérer par les congolais après l'indépendance, le Schéma Directeur d'Aménagement Urbain de 1975 ne restera qu'un document à caractère indicatif pour plusieurs raisons dont la Zaïrianisation en 1973, qui occasionna un départ massif d'investisseurs, le Recours à l'Authenticité prôné par le président Mobutu qui instaurait un système économique national à forte connotation nationaliste, etc. Toutes ces raisons ont éloigné les investisseurs étrangers pour l'aménagement de la ville, surtout que le gouvernement de son côté, ne s’évertuait pas non plus pour financer le plan.
À cette époque, les constructions neuves de grande envergure, relevaient de la seule volonté du Chef de l'État. C'est ainsi qu'au début son règne, à la place des logements sociaux, Mobutu procéda par des grandes opérations d'urbanismes de prestige. Dans la longue liste non exhaustive de ces constructions de prestige, on peut compter : le grand axe routier qui relie le boulevard Lumumba à la sidérurgie de Maluku, la place Échangeur à Limete, la Cité de l'Union Africaine et la Cité du Parti-État, l'immeuble de la Radio Télévision Nationale Congolaise (RTNC), le Centre Commercial International du Zaïre (CCIZ), la Société Zaïroise de Commercialisation des Minerais (SOZACOM), les Galeries Présidentielles, la Foire Internationale de Kinshasa (FIKIN), la Cité des Pêcheurs de Kinkole, le Palais du Peuple (Parlement Congolais), le Stade des Martyrs, l'Hôtel Okapi, etc. construits çà et là dans la ville et marquèrent les mutations profondes de la ville, en vue de consolider l'image du Parti-État et de son Président. Pendant ce temps, la population à faible revenu, abandonnée à elle-même, créaient des vastes quartiers spontanés à travers la ville. Dans ces quartiers, la population construisait sans l'assistance d'architectes, d'urbanistes, d'ingénieurs, moins encore de l'administration locale. C'est dans ce contexte que fut élaboré par le Bureau d'Études d'Aménagement et d'Urbanisme le Plan de Développement Urbain de 1985

#### Plan de Développement Urbain de 1985
Au début des années 1980, après la création du parti politique de l'opposition appelé l'Union pour la Démocratie et le Progrès Social (UDPS) d’Étienne Tshisekedi, le pays fut marqué par différentes manifestations populaires, qui étaient plus des revendications d'ordre social que politique. C'est alors que le gouvernement central pris réellement conscience de la profondeur de la crise urbaine de Kinshasa.
Afin de faire face à l'urbanisation sauvage, la Banque mondiale et le Bureau d'Études d'Aménagement et d'Urbanisme (BEAU) vont ensemble élaborer le projet de Développement Urbain de Kinshasa (PDU), qui fut plutôt un plan de réhabilitation urbaine que d'aménagement. Ce PDU se démarqua des précédents plans d'urbanisme parce qu'il ajouta l'appui institutionnel afin d'amorcer une réelle politique urbaine pour le développement et l'entretien des infrastructures urbaines de voirie et de drainage.
Malheureusement, comme les autres plans d'urbanisme, sa mise en œuvre ne verra point le jour à cause de difficultés économiques croissantes et d'intenses tensions sociales dues à la poussée des revendications politiques de l'opposition politique naissante. Pour atténuer ces tensions et revendications populaires, il eut quelques réalisations sous l'impulsion des autorités politiques, afin de soigner l'image du pouvoir. Ainsi donc, sous l'étiquette d'une société privée immobilière canadienne, un dignitaire du régime lança un vaste projet de Logement Économique (LOGEC), qui réussit à construire deux cités planifiées : la Cité Verte (442 logements) et la Cité Mama Mobutu (674 logements) qui ont permis à des centaines de cadres des entreprises privées et parastatales d'acquérir des maisons d'habitations en vertu d'un contrat particulier signé avec leurs sociétés respectives. Les sociétés comme la Société Nationale d'Électricité (SNEL), la Régie des Eaux (Régideso), Air-Zaïre, etc. avaient acheté ces logements au comptant, puis vendaient à leurs agents selon le système de location-vente. Finalement, la population à faible revenu, dont les logements ont pourtant été destinée, n'a bénéficié d'aucun logement, au profit des cadres d'entreprises.
| Type de quartiers       | Nombre des parcelles | Nombre des parcelles | Nombre des parcelles |
| ----------------------- | -------------------- | -------------------- | -------------------- |
|                         | 1967                 | 1975                 | 1989                 |
| Quartiers Résidentiels  | 6 613                | 14 660               | 28 000               |
| Cités Planifiés         | 22 414               | 26 840               | 30 866               |
| Nouvelles Cités         | 13 666               | 18 120               | 21 744               |
| Anciennes Cités         | 11 646               | 11 940               | 12 000               |
| Extensions Sud          | 28 080               | 44 340               | 62 076               |
| Extensions excentriques | 23 878               | 71 870               | 220 354              |
| Total                   | 106 297              | 187 770              | 375 540              |

Comme l'indique le tableau ci-dessus, près de 60 % des parcelles se dans le troisième anneau constitutif de la ville de Kinshasa en 1997. Cet anneau fut un vaste chantier par son nombre élevé de maisons en construction. Le Plan National de l'Habitat en 1999 avait étudié l'état de précarité des maisons de Kinshasa et les statistiques se présentaient de la manière suivante : 113 841 maisons inachevées, 30 440 maisons de construction précaires, 2 305 maisons dans les bidonvilles et 7 398 maisons dans les zones à risque à cause des érosions et des inondations. Kinshasa comptait alors 318 quartiers dont 64 (20,13 %) étaient des quartiers planifiés et 254 (79,87 %) des cités d'auto-construction. L'auto-construction est le phénomène qui a occasionné plusieurs conséquences aujourd'hui comme : érosions, inondations, insalubrité, migrations pendulaires, bidonvilles, etc. dans la ville de Kinshasa.